# Episodi di Yu-Gi-Oh! Zexal II
La serie animata Yu-Gi-Oh! Zexal II (遊☆戯☆王ＺＥＸＡＬⅡ（セカンド）?, Yu-Gi-Oh! Zearu Sekando) è stata trasmessa in Giappone dal 7 ottobre 2012 al 23 marzo 2014. In Italia è stata trasmessa su K2 dal 18 ottobre 2013 al 19 marzo 2015.

## Lista episodi

### Stagione 1
| Nº      | Titolo italiano Giapponese 「Kanji」 - Rōmaji - Traduzione letterale | In onda          | In onda          |
| Nº      | Titolo italiano Giapponese 「Kanji」 - Rōmaji - Traduzione letterale | Giapponese       | Italiano         |
| 74 (1)  | Minaccia da un altro mondo (prima parte) 「バリアン襲来！驚愕のカオス・エクシーズ・チェンジ！！」 - Barian Shūrai! Kyōgaku no Kaosu Ekushīzu Chenji!! – "L'invasione Bariana! Il sorprendente Cambio Caos Xyz!!" | 7 ottobre 2012   | 18 ottobre 2013  |
| 74 (1)  | All'interno del loro mondo, i Bariani decidono di agire per recuperare i Numeri, Dumon (il loro capo) invia Girag a raccoglierli. Nel frattempo, sulla terra, Yuma fa un sogno premonitore. Viene creato un portale per il mondo bariano. Yuma, Kite, Shark e sua sorella Rio sono stati in grado di sentire questa energia negativa attraverso i loro poteri. Questo accade quando Girag appare di fronte a una banda di motociclisti e li usa per recuperare i numeri. Il leader della banda chiamato Fender, intanto, va al college per sfidare Yuma. Ma ha lasciato Astral nelle mani di Tori. Il duello è appena iniziato, e Yuma perde punti vita durante il primo turno di Fender. Astral prova anche dolore fisico ogni volta che Yuma perde salute. Yuma riesce ad evocare miracolosamente Utopia e torna a segnare. Ma Fender, durante il suo turno, gioca la sua arma segreta: è una nuova carta (Alza Rango Magico Forza di Barian), che trasforma i mostri Xyz in mostri CXyz. È allora che appare il mostro CXyz Angenerale Djinn Mechquipaggiato. L'altro effetto della carta magica di Barian è quello di assorbire i materiali da un mostro xyz e fargli perdere 300 punti di attacco per unità, il che mette Yuma in difficoltà. |                  |                  |
| 75 (2)  | Minaccia da un altro mondo (seconda parte) 「勝利の方程式よ揃え 打ち砕けカオスエクシーズ！」 - Shōri no Hōteishiki yo Soroe Uchikudake Kaosu Ekushīzu! – "Completa la formula vincente: frantuma il Caos Xyz!" | 14 ottobre 2012  | 21 ottobre 2013  |
| 75 (2)  | Yuma si trova in una posizione scomoda, apprende da Fender che la sua banda è in giro per la città e che si riunirà qui per invaderli. Il mostro di Fender riesce a distruggere Utopia nonostante non sia un Numero, grazie agli effetti della carta Bariana che consente a un mostro CXyz di distruggere i numeri. Quando attiva l'effetto del suo CXyz, Yuma ha solo 500 punti salute. Nel frattempo, in ospedale, Astral riesce a parlare con Tori per dirle di portarlo da Yuma. Intanto sulla strada per i motociclisti, Shark e Kite li affrontano in un duello per impedire loro di raggiungere Yuma. Purtroppo per quest'ultimo il duello sembra non essere stato vinto in anticipo, perché il suo avversario anticipa tutti i suoi movimenti. Tori è finalmente arrivata al college e dà la chiave d'oro a Yuma. Astral riappare e il duello riprende. Anche se hanno solo 100 punti vita rimasti, Yuma e Astral riportano Utopia e la sostituiscono con Raggio Utopia. Yuma finisce per battere Fender. Quest'ultimo ride una volta che il duello è finito per ricordargli la sua Gang ma Shark e Kite li hanno battuti e Orbital interviene per metterlo fuori pericolo. Mentre tutti si rallegrano, qualcuno li guarda sorridendo. |                  |                  |
| 76 (3)  | Il nuovo arrivato 「よかれと思ってただいま参上！真月零と申します」 - Yokare to Omotte Tadaima Sanjō! Shingetsu Rei to Mōshimasu – "Appare il pensatore positivo! Il mio nome è Rei Shingetsu" | 21 ottobre 2012  | 22 ottobre 2013  |
| 76 (3)  | Il giorno successivo, Yuma arriva di nuovo in ritardo a scuola e si imbatte con un nuovo studente di nome Ray, che dice di essere suo fan. Nel pomeriggio, dopo le lezioni, un duellante professionista, Devon Knox, fa visita agli studenti. Dopo che il duello uno contro cinque si è concluso con una vittoria per Devon, va negli spogliatoi. Non ha idea che Girag gli abbia preparato una trappola da usare contro Yuma. Mentre Ray cerca Devon Knox per Yuma, lo trova e lo sfida a duello. Devon sconfigge Ray e poi affronta Yuma. Quest'ultimo riesce ad evocare il Numero 34: Terror-Byte. Devon Knox, nel frattempo, evoca CXyz: Signore Allenatore Finalistruttore. Quindi, usa l'altro effetto di Forza di Barian per prendere le unità di Terror-Byte e sconfiggerlo. Una volta che il turno di Devon è finito, Yuma ha solo 100 punti salute e finisce per ribaltare la situazione evocando Raggio Utopia e vincendo il duello. Mentre Ray lo portano in infermeria. |                  |                  |
| 77 (4)  | Le regole della scuola 「デュエルの乱れは校則違反！？出撃！特命風紀コマンダー」 - Dyueru no Midare wa Kōsoku Ihan!? Shutsugeki! Tokumei Fūki Komandā – "Il disordine dei duelli è contro le regole scolastiche!? All'attacco! Il comandante della disciplina straordinaria" | 28 ottobre 2012  | 23 ottobre 2013  |
| 77 (4)  | È il giorno dell'elezione del nuovo delegato di classe ed è Yuma a vincere. Quest'ultimo non era molto entusiasta ma poi lo diventa. Il presidente del Consiglio studentesco Carlyle non è molto contento che Yuma sia diventato un delegato perché conosce la personalità di Yuma. Ma quest'ultimo, insieme agli altri membri del consiglio studentesco, fu ammaliato da Girag con la carta Forza di Barian. Un altro giorno, il presidente assume Caswell come comandante disciplinare speciale per punire chiunque infranga le regole della scuola. Per alcuni giorni, Yuma e i suoi amici sono stufi di queste stupide regole e chiedono al consiglio di smetterla. Carlyle lo sfida a duello ma le regole della scuola si applicano anche nel duello. La partita è appena iniziata quando Yuma ha perso il suo mostro evocato. Carlyle ha il vantaggio delle regole perché nessuno dei suoi mostri infrange le regole. In un turno, mette i punti ferita di Yuma a 1300. Mentre è il suo turno, Yuma è stato nuovamente accolto dalla regola e riesce a contrastare questo colpo. Yuma ha mostrato a Caswell le vere ragioni di se stesso e decide di smettere di essere un comandante oltre alle regole del duello. Carlyle evoca quindi il mostro CXyz Simon il Grande Leader Morale. Alla fine del turno di Carlyle, Yuma ribalta la situazione con l'effetto di Ragazza Gagaga e Utopia sconfiggendolo. Il giorno successivo, Yuma cede il suo posto di delegato a Caswell. Girag, non sapendo dove nascondersi, si rifugia in una stanza studio e trova una nuova persona prendendone il controllo. |                  |                  |
| 78 (5)  | Duello a fumetti 「シャーク激昂！！捕らわれた妹を救え！」 - Shāku Gekikō!! Torawareta Imōto wo Sukue! – "La rabbia di Shark!! Salva la sorellina prigioniera!" | 4 novembre 2012  | 24 ottobre 2013  |
| 78 (5)  | Alla fine della giornata, Yuma e i suoi amici incontrano Art Stanley, il presidente del club di ricerca sui manga di cui c'è un solo membro. Sapendo di essere il campione della grande festa dei duelli, prende Yuma come personaggio principale del suo manga. Art incontra anche Shark e confessa che anche lui fa parte del suo manga come personaggio. Mentre la situazione si trasforma in un disastro, Shark perde uno degli anelli al dito, lo raccoglie e se ne va. Quest'ultimo raggiunge sua sorella in ospedale ancora priva di sensi. Il giorno successivo, dopo le lezioni, Yuma, Tori e Ray visitano Rio ma Shark dice a loro che non può essere trovata. Art Stanley interviene e gli chiede un duello. Shark finalmente accetta e si parte. Dal suo primo turno, Art evoca il mostro Eroe dei fumetti Re Artù. Durante il combattimento, Art dice a Shark che se lo duella, il mondo in cui si trova Rio scomparirà e insieme a lei. Shark quindi evoca Numero 32: Draghetto Squalo ma Art aveva pianificato la sua mossa e ribaltata la situazione. Durante il combattimento, grazie all'effetto di Alza Rango Magico Forza di Barian, evoca CXyz Eroe dei Fumetti Leggendario Artù, e sconfigge Draghetto Squalo. Shark credendo che perderà riesce a liberare sua sorella, che ha appena riacquistato la vista. Shark riprende il duello ed evoca Numero C32: Draghetto Squalo Veiss sconfiggendo il suo mostro CXyz. Shark riporta Rio indietro e facendo tornare Art come prima. Il giorno successivo, Shark diventa il personaggio principale di Art e Yuma diventa un personaggio di seconda classe nel manga. |                  |                  |
| 79 (6)  | Un duello tra i fiori 「氷結乱舞！！氷の女王神代璃緒」 - Hyōketsu Ranbu!! Kōri no Joō Kamishiro Rio – "La selvaggia danza congelante!! La regina del ghiaccio, Rio Kamishiro" | 11 novembre 2012 | 25 ottobre 2013  |
| 79 (6)  | Dopo tanto tempo in ospedale, la sorella di Shark, Rio, torna al college. Girag avendo trovato un nuovo compagno chiede a un club di arrangiamento di fiori di recuperare non solo i numeri di Yuma ma anche quelli di Shark. Inoltre, chiede di prendersi cura di sua sorella. Dopo la lezione, Rio, Yuma e i suoi amici vanno in questo club a cui i discepoli hanno chiesto loro di venire. Con i suoi poteri bariani, Lotus ipnotizza gli amici di Yuma, Rio non essendo influenzato da questo incantesimo, la sfida a duello. Dal primo turno perde 1500 punti vita, ma in seguito torna all'uguaglianza. Nel suo turno successivo, Lotus evoca CXyz Corazzata Fiore di Ciliegio. Rio ha solo 200 punti rimasti, ma alla fine vince questo duello grazie al suo mostro Xyz Bestia Ghiaccio Zerofyne. Lungo la strada, Yuma e i suoi amici incontrano un gatto di cui Rio ha paura. Si rende conto che ha ancora bisogno dell'aiuto degli altri. |                  |                  |
| 80 (7)  | Rivali sul ring 「猛攻タイマンバトル！！遊馬ＶＳ不屈の闘士アリト」 - Mōkō Taiman Batoru!! Yūma Bāsasu Fukutsu no Tōshi Arito – "Una feroce battaglia uno contro uno!! Yuma contro il guerriero indomabile, Alito" | 18 novembre 2012 | 3 febbraio 2014  |
| 80 (7)  | Nel mondo bariano, Dumon, deluso da Girag per i suoi fallimenti per recuperare i numeri, decide di mandare Alito sulla terra per recuperare lui stesso i Numeri. Quest'ultimo arriva nel luogo in cui Girag si è rifugiato sin dall'inizio, nella vecchia palestra del college. Uscendo per i corridoi, Alito incontra Tori che si innamora subito. La sera, in compagnia di Girag, chiede come comportarsi con Tori, il cosiddetto "angelo". Per tutto il giorno cerca di impressionarla ma non ci riesce a causa di Yuma. Il giorno successivo, sul tetto di un edificio, Alito sfida Yuma a duello. Incapace di evocare CXyz, Alito evoca Pugile Indomito Giogo di Piombo. Durante il duello, Yuma viene neutralizzato da tutte le carte di Alito ma riesce a giocare xyz cross il cui effetto è pescare una carta mostro, una carta che conta sulla fortuna sconfiggendo Alito. Mentre Tori e Ray, dopo averli trovati, finiscono per essere amici. |                  |                  |
| 81 (8)  | I giochi dell'amicizia 「小鳥がカオスエクシーズ・チェンジ！？波乱のスポーツデュエル大会」 - Kotori ga Kaosu Ekushīzu Chenji!? Haran no Supōtsu Dyueru Taikai – "Kotori fa un Cambio Caos Xyz!? Il movimentato torneo dei duelli sportivi" | 25 novembre 2012 | 4 febbraio 2014  |
| 81 (8)  | Nel Club delle indagini sui misteri della carta dei numeri, Tori e Cathy per colpa di Ray e la sua sulla cheerleader. Girag ha quindi proposto una soluzione a questo problema: organizzare un torneo di duelli sportivi. Girag gli dice anche che se è Yuma arriva in finale contro il suo avversario, dovrebbe perdere volontariamente per rafforzare ulteriormente i sentimenti degli altri. Era tutto solo un modo per riavere i numeri, perché al momento del finale, Girag controlla Tori e Cathy con la carta Forza di Barian. Shark annoiato se ne va, Girag lo sostituisce contro la sua volontà, Yuma è determinato a perdere. Nel momento in cui Tori chiama CXyz Ragazza Cheer-Fata Oscura, Yuma decide ora di vincere questo duello con l'aiuto di Girag. Dopo aver vinto, non essendo stata designata la cheerleader, Tori e Cathy gli corrono dietro. |                  |                  |
| 82 (9)  | Un mostro da incubo (prima parte) 「孤高のバリアン騎士 銀河眼使いミザエル現る」 - Kokō no Barian Naito Gyarakushīaizu Tsukai Mizaeru Arawaru – "Il cavaliere Bariano solitario: appare il domatore di Occhi Galattici, Mizael" | 9 dicembre 2012  | 5 febbraio 2014  |
| 82 (9)  | Nella chiave d'oro, Astral cerca tra i ricordi dei numeri come recuperare i 50 numeri mancanti. Nel frattempo, nel mondo bariano, Dumon manda anche Mizar sulla terra con i cubi bariani sferici che creano un terreno sferico. Prima di partire, blocca una specie di drago in una mappa. Yuma si sveglia la mattina con un sussulto da un incubo. Per tutto il giorno, Yuma non è stato con i suoi amici e non ha detto nulla. Nella sua stanza con le sue carte, cerca di trovare una strategia per contrastare il CXyz dei Bariani. Durante un fine settimana, Yuma e Tori vanno al santuario dei duelli dove trovano Kaze li aspetta perché Roku è andato via per un po'. Quella stessa sera, Kaze dà a Yuma due carte che in realtà sono carte mancanti dal suo mazzo Santuario. Dopo una nuotata nel fiume, Yuma e Tori vengono sorpresi da Mizar che lo sfida a duello. Dopo il turno di Yuma, Mizar evoca Numero 107: Drago Galattico Occhi Tachionici, il drago che Yuma ha sognato la scorsa notte. Astral è molto sorpreso di vedere una carta del genere di fronte a lui. |                  |                  |
| 83 (10) | Un mostro da incubo (seconda parte) 「超弩級次元竜！！銀河眼の時空竜」 - Chōdokyū Jigenryū!! Gyarakushīaizu Takion Doragon – "Il drago dimensionale supercorazzato!! Drago Tachionico Occhi Galattici" | 16 dicembre 2012 | 6 febbraio 2014  |
| 83 (10) | Shark e Rio arrivano sul luogo. Dopo l'attacco di Numero 107: Drago Galattico Occhi Tachionici, Yuma si ritrova esausto e non può più combattere. Shark vuole prendere il suo posto, però arriva Kite insieme a Orbital vedendo il Drago di Mizar, decide di prendere lui il posto di Yuma. Kite inizia il duello, evocando al suo primo turno Drago Fotonico Occhi Galattici. La risonanza dei due Draghi provoca enormi crepe nel terreno. Quindi, Mizar riesce a distruggere Drago Fotonico Occhi Galattici e attacca direttamente Kite, riducendo i suoi punti vita a 500 grazie all'effetto di Spettro Fotonico dal cimitero di Kite. Kite evoca Neo Drago Fotonico Occhi Galattici aumentando il suo attacco a 5000 e dimezzando i punti vita di Mizar. Quest'ultimo riporta il suo Numero 107 attraverso Resuscita Mostro, quindi attiva il Forza di Barian per rivelare la vera forma di Mizar. Quindi attiva Alza Rango Magico Forza di Barian per evolvere il suo mostro Numero. Ma l'apparizione di questo mostro provoca quindi un'enorme ondata di energia che costringe Mizar ad annullare il duello. Quando la Sfera Bariana scompare, Yuma cade in burrone Shark nel tentativo di salvarlo cade anche lui. Mentre Kite viene salvato da Orbital. |                  |                  |
| 84 (11) | Gioco in difesa 「蘇れ！！遊馬ＶＳシャーク 復活の決闘」 - Yomigaere!! Yūma Bāsasu Shāku Fukkatsu no Dyueru – "Rinasci!! Yuma contro Shark, il duello della risurrezione" | 23 dicembre 2012 | 7 febbraio 2014  |
| 84 (11) | Dopo la loro caduta, Yuma e Shark si ritrovano in ospedale. Vedendo Yuma depresso, Shark decide di sfidarlo a duello in modo che possa ritrovare la fiducia in se stesso. Dal suo primo turno, Shark evoca il mostro Xyz Porta Aerei Sommergiblie Squalo e il mostro Xyz Lanciere Raggio Nero, facendo scendere i LP di Yuma a 1100. Quest'ultimo ha ancora paura di combattere, preferisce creare una difesa indistruttibile invece di combattere. Shark quindi evoca Squalo Fortezza e aumenta il potere di attacco Lanciere Raggio Nero, quindi lancia i suoi attacchi uno dopo l'altro. Yuma evita per un pelo la sconfitta, ma vede che i suoi punti vita crollano a 100. Yuma si rende quindi conto di essere pronto a tutto per proteggere Astral. Quest'ultimo lo sente e viene ad aiutare Yuma nel duello. Con il ritorno di Astral, Yuma convoca Campione Eroico - Excalibur e aumenta il suo attacco a 8000 e gli permette così di vincere il duello. |                  |                  |
| 85 (12) | La controffensiva (prima parte) 「疾風迅雷のカウンターバトル！決意の闘士アリト」 - Shippū Jinrai no Kauntā Batoru! Ketsui no Tōshi Arito – "La battaglia di contromosse tempestosa e tuonante! Il combattente determinato, Alito" | 6 gennaio 2013   | 10 febbraio 2014 |
| 85 (12) | Dopo una discussione con Girag, Alito decide di affrontare Yuma e Astral. Quando Yuma e Ray vanno a scuola, vengono bloccati da numerosi duellanti controllati da Girag grazie al potere di Barian. Vengono rapidamente aiutati da Shark, Rio e Tori ma quando Yuma si trova sul punto di perdere, Alito interviene salvandolo e poi sfida Yuma e Astral a duello in un campo sferico bariano. Dal suo primo turno, Alito invoca il suo famoso Pugile Indomito Giogo di Piombo con 2200 punti di attacco. Yuma poi nota che Alito adotta la stessa strategia che ha usato nel loro primo duello e decide di fare lo stesso evocando Numero 39: Utopia ma Alito riesce a negarne gli effetti. Quest'ultimo riesce a contrastare la strategia di Yuma e gli fa perdere 1000 punti vita. Yuma poi riporta Utopia dal cimitero e aumenta i suoi punti attacco a 5000, quindi riduce i punti ferita di Alito a 2800. Mentre Astral lo vede, sente un dolore molto strano. |                  |                  |
| 86 (13) | La controffensiva (seconda parte) 「唸れ！カオス・ナンバーズ 遊馬に向けたファイナルブロー」 - Unare! Kaosu Nanbāzu Yūma ni Muketa Fainaru Burō – "Ruggito! Numeri Caos: il colpo finale contro Yuma" | 13 gennaio 2013  | 11 febbraio 2014 |
| 86 (13) | Astral vede il campo sferico bariano che un effetto su di lui, Alito evoca Numero 105: Pugile Indomito Star Cestus con 2500 punti di attacco e poi attacca Numero 39: Utopia. Grazie all'effetto di Star Cestus, Alito restituisce il danno che ha dovuto subire Yuma riducendo i punti vita di quest'ultimo a 500. Yuma e Astral si fondono grazie al potere ZEXAL e quindi evocano Numero C39: Raggio Utopia. Entrambi i mostri Numero poi si scontrano e si autodistruggono. Yuma poi rievoca di nuovo Raggio Utopia e Alito resuscita il Numero 105 con la stessa carta usata da Yuma. Alito a sua volta rivela la sua vera forma bariana e attiva Alza Rango Magica Forza di Barian per evocare Numero C105: Pugile Indomito Comet Cestus. Attacca Raggio Utopia riducendo i LP di Yuma a 200. Yuma usa la sua Pescata Lucente per equipaggiare ZW - Aquila Artiglio su Raggio Utopia per aumentare il suo attacco a 4500 e vincere il duello. Mentre Astral cerca di impossessarsi del Numero di Alito, si rende conto che non può perdere la sua energia e collassa. |                  |                  |
| 87 (14) | Doppio duello (prima parte) 「ギラグ猛襲！炸裂、秘孔死爆無惚」 - Giragu Mōshū! Sakuretsu, Hikō Shibaku Muhō – "Il furioso assalto di Girag! Esplodi, tocco bomba mortale del punto di pressione" | 20 gennaio 2013  | 12 febbraio 2014 |
| 87 (14) | Dopo aver saputo che è stato Ray a ferire Alito, Mizar porta nel mondo Bariano Alito e ripete a Girag di non usare l'ultima sfera. Ma quest'ultimo sfida Yuma e Ray a un duello nel campo sferico bariano. Girag rivela quindi la sua vera forma bariana all'inizio del duello. Nel suo primo turno, Girag evoca Mano di Fuoco e Mano di Ghiaccio che si aggrappano direttamente a lui. Astral si rende conto che sarà difficile vincere perché Ray commette errori da principiante mentre evoca un mostro in modalità di attacco con zero punti di attacco. Per proteggere Ray, Yuma poi evoca Numero 39: Utopia. Per rispondere all'evocazione di Utopia, Girag evoca Numero 106: Mano Gigante e attacca Ray. Yuma interviene proteggendolo con Utopia ma Girag contro di lui con l'effetto del Numero 106 che distrugge il mostro di Ray e dimezza i suoi punti vita. Mentre Astral cerca di convincere Yuma a smettere di proteggere Ray perché è troppo pericoloso. Astral avverte un dolore tremendo e perde conoscenza. |                  |                  |
| 88 (15) | Doppio duello (seconda parte) 「Ｖの鼓動 超新生ホープレイＶ！！」 - Bui no Kodō Chōshinsei Hōpu Rei Bui!! – "Il battito di V: una super rinascita, Raggio Speranza V!!" | 27 gennaio 2013  | 13 febbraio 2014 |
| 88 (15) | Astral non avendo più forze, collassa e ritorna nella Chiave d'Oro. Poi Yuma dà quest'ultima a Tori e decide di continuare il duello senza Astral. Yuma attacca Mano Gigante con Utopia ma viene distrutto per l'effetto del numero 106 e riduce i punti ferita di Yuma a 900. Grazie a Forza di Barian, Girag evolve il suo mostro in Numero C106: Mano Gigante Rossa. Ray decide a sua volta di proteggere Yuma dall'attacco di Girag e vede i suoi punti vita ridotti alla soglia critica di 100. Per farla finita, Girag attiva la magica carta terreno Foresta della Mano Erosiva che fa perdere Yuma e anche Ray tutti i loro punti ferita e dando loro più di un turno per vincere. Dopodiché, Yuma evita per un pelo di sconfiggere Ray sacrificando metà della sua salute, lasciandogli più di 450. Per ringraziarlo, Ray riporta Utopia nel campo di Yuma e gli dà la carta Alza Rango Magico Forza di Barian Limitata. Yuma quindi attiva questa carta per evocare Numero C39: Raggio Utopia V che permette a Yuma e Ray di vincere il duello. Ray rivela quindi a Yuma che non è altro che il Guardiano di Barian e che la sua missione è proteggere Yuma e Astral. |                  |                  |
| 89 (16) | Oscurità all'orizzonte 「共闘ダークアストラル 影の巨人への挑戦！！」 - Kyōtō Dāku Asutoraru Kage no Kyojin he no Chōsen!! – "Il fronte unito con Astral Oscuro: una sfida al gigante d'ombra!!" | 3 febbraio 2013  | 14 febbraio 2014 |
| 89 (16) | Preoccupato per Astral, Yuma porta la sua chiave d'oro in infermeria. Nel frattempo, all'interno della Chiave d'Oro, Astral si ritrova ad affrontare il Guerriero del Cancello e Yuma viene immediatamente trasportato nella Chiave d'Oro per fare un duello di prova con Astral di fronte al Guerriero del Cancello. Dal primo turno, il Guerriero invoca la carta magia terreno Mondo Rivestito, che farà perdere ai giocatori 500 punti vita alla fine di ogni turno se non hanno mostro Xyz sulla loro terra, e inoltre evoca il suo mostro Xyz Vuoto Informe. Per evitare questo effetto, Yuma evoca Numero 61: Volcasauro e Numero 6: Cronomalia Atlandis, dimezzando quindi i punti vita del Guerriero con Atlandis. Il Guerriero attiva quindi l'effetto di Mondo Rivestito, che gli permette di guadagnare un numero di punti attacco pari alla somma dei punti attacco dei mostri Xyz di Yuma, per un totale di 5100 punti. Il Guerriero coglie l'occasione per attaccare e distruggere Atlandis e ridurre i punti vita di Yuma a 1000. Numero 96 arriva per convincere Astral a usare il suo potere per vincere il duello. A questo punto, il Guerriero attiva nuovamente l'abilità di Vuoto Informe, aumentando i suoi punti di attacco a 7600 e poi distrugge Volcasauro, riducendo i punti vita di Yuma a 500 con l'effetto della magia terreno. Astral rilascia quindi Numero 96: Ombra Oscura senza il consenso di Yuma, quindi lo convoca e usa i suoi effetti per vincere il duello. Yuma e Astral vengono trasportati in un'altra dimensione e Astral ricorda quindi la Carta Divina, la carta che ha creato tutti i mondi: il Codice Numeron. Mentre Yuma e Astral lasciano la Chiave d'Oro, il Numero 96 scappa e scompare. |                  |                  |
| 90 (17) | Un amore di robot 「オボミ奪還作戦！？恋スルオイラハ無敵デアリマス」 - Obomi Dakkan Sakusen!? Koisuru Oira wa Muteki Dearimasu – "L'Operazione Salvare Obomi!? Io, innamorato, sono invincibile" | 10 febbraio 2013 | 17 febbraio 2014 |
| 90 (17) | Orbital, facendo un lavoro per Kite, si imbatte in un film d'amore e viene abbattuto da Lilly, poi si innamora di lei. Poi vede un messaggio per terra dove è scritto "Aiutami". Decide di seguirla e vede che vive con Yuma. Orbital pensa immediatamente che la stia maltrattando e sfida Yuma a duello. Orbital inizia con la sua carta magica Robot Parcho ed evoca il mostro Xyz Drago Tamburo Occhi Spalancati con 3000 punti di attacco. Dal suo primo turno, Yuma fa perdere punti vita a Orbital grazie all'abilità di Arciere Achacha e allo stesso tempo evoca Muzurhythm il Djinn della Chitarra, quindi attiva il suo effetto per raddoppiare il suo attacco e distrugge il mostro di Orbital. Quest'ultimo quindi ripristina Drago Tamburo Occhi Spazzati e aumenta il suo attacco a 5000 con la sua abilità. Durante l'attacco, Orbital distrugge Muzurhythm e riduce la salute di Yuma quasi a zero. Per recuperare il ritardo, Yuma evoca i mostri Xyz Temtempo il Djinn del Tamburo e Melomelody il Djinn della Tromba, quindi resuscita Muzurhythm e distrugge gli ultimi LP di Orbital con i suoi tre mostri. Quando Tori scopre che Orbital è innamorato di Lilly, lei prima ride di lui ma gli consiglia di essere prima suo amico. Piu tardi Kite fa i complimenti a Orbtal per il duello. |                  |                  |
| 91 (18) | Il duello degli equivoci 「シャークＶＳ璃緒 １００戦目の喧嘩デュエル！！」 - Shāku Bāsasu Rio Hyakusenme no Kenka Dyueru – "Shark contro Rio: il centesimo duello battibecco!!" | 17 febbraio 2013 | 18 febbraio 2014 |
| 91 (18) | Bronk, innamorato di Rio, decide di sfidare Shark a duello a condizione che esca con lei se vince. Shark rifiuta il duello perché crede che solo chi è al livello di Yuma possa farlo. Caswell e Flip diffondono la voce in tutta la scuola. Pensando che Shark abbia detto che solo Yuma può stare con Rio. Quest'ultima furiosa sfida quindi suo fratello a duello per risolvere questa storia. Dal primo turno, Shark evoca il mostro Xyz Portaerei Sommergiblie Squalo e attiva il suo effetto di riduzione della salute, ma Rio riesce a contrastarlo. Shark attiva quindi la carta Magica che consente a Shark di annullare un numero di attacchi, Rio pari al numero di carte magiche e trappole che ha sul suo campo. Per vendicarsi, Rio evoca il mostro Xyz Bestia Ghiaccio Zerofyne e attiva il suo effetto per annullare l'effetto terra di Shark, quindi fa perdere 1000 punti vita a Shark. Quest'ultimo si vendica facendo risorgere tre mostri per evocare Lanciere Raggio Nero e lo unisce con Porta Aerei Sommergibile Squalo aumentando il suo attacco a 4000 e dimezza la salute di Rio. Vedendo che Rio si sta scoraggiando, la provoca a continuare a combattere e grazie all'incoraggiamento che Bronk le ha dato, decide di continuare. Rio quindi evoca Zereort Principessa del Ghiaccio e spazza via quasi tutti i punti vita di Shark. Tuttavia, quest'ultimo capovolge la situazione evocando Squalo Cesare e vince il duello. Dopo il duello, Shark confessa a Rio che ciò che ha detto a Bronk riguardava solo il duello. Cosi Bronk li chiede di uscire insieme, Rio accetta. Quest'ultima scopre che sono stati Caswell e Flip a diffondere questa storia e decide di vendicarsi. |                  |                  |
| 92 (19) | Una coppia imperfetta (prima parte) 「激戦カップルデュエル ｢アンナ奴｣と俺がタッグ！？」 - Gekisen Kappuru Dyueru "Anna Yatsu" to Ore ga Taggu!? – "Il combattuto duello delle coppie: "quella tizia Anna" e io siamo una squadra!?" | 24 febbraio 2013 | 19 febbraio 2014 |
| 92 (19) | Durante il matrimonio della sorella maggiore con Brooke Walker, una duellante professionista, Anna riceve una carta magica chiamata Amore Devoto che un giorno le tornerà utile. Un giorno di festa, Anna va al college di Yuma per chiederle notizie. Ray le dice che Brooke e Mayday i duellanti professionisti stanno partecipando a un torneo organizzato dalla scuola a cui possono partecipare solo gli studenti, il che infastidisce Anna. Quindi, imprime l'abito di Tori e costringe Yuma a collaborare con lei. Prima del torneo, il bariano che possedeva Faker ritorna e prende il controllo di Brooke mostrandoli la carta Alza Rango Magico Forza di Barian che si dissolve e la fa tornare alla normalità. Uscendo vittoriosi da tre duelli, Yuma e Anna fanno la loro comparsa. Quest'ultimo sfida i professionisti e se vince chiede a Brooke di non fermare i duelli. Il duello inizia male, poiché entrambi i professionisti hanno evocato due mostri di livello 10 e un mostro Xyz in seguito. Il mostro Xyz di Anna, Gustav Max, abbassa i punti vita dei due professionisti a 3000 ma il suo mostro viene distrutto da Palazzo del Cielo Gangaridai, quindi attacca direttamente Yuma. |                  |                  |
| 93 (20) | Una coppia imperfetta (seconda parte) 「献身的な愛 遊馬に託したラストドロー！！」 - Kenshinteki na Ai Yūma ni Takushita Rasuto Dorō!! – "Amore devoto: l'ultima pescata affidata a Yuma!!" | 3 marzo 2013     | 20 febbraio 2014 |
| 93 (20) | Yuma è riuscito a resistere all'attacco diretto di Gangaridai utilizzando la carta trappola sul mostro. Durante il suo turno, mentre evoca Gunner Gandlet, Yuma discute con Anna, cosa che turba Brooke. Yuma non essendo in grado di infliggere danni durante il suo turno, Anna imprime il suo mostro per evocare il suo e riguadagnare il vantaggio. Nella sua testa, Brooke pensa a se stessa che non riconosce più sua sorella e ricorda gli eventi passati. Nel suo turno, pesca la carta Forza di Barian e si ritrova posseduta. Quindi evoca CXyz Palazzo del Cielo Babilonia e attacca violentemente Yuma e Anna. Quest'ultimo cerca disperatamente di vincere questo duello ma non ci riesce. Con Yuma sul punto di essere eliminato, Anna attiva Amore Devoto per salvarlo e gli fa pescare una carta. La carta pescata è Alza Rango Magico Forza di Barian Limitata. Astral chiede a Yuma come ha ottenuto questa carta e gli chiede di non usarla, ma lo fa comunque ed evoca Raggio Utopia V, vincendo il duello. Brooke confessa ad Anna che non ha intenzione di fermare i duelli, ma che è incinta. Anna non lo sapeva. Di notte, mentre Yuma dorme, Astral ha molte domande su come Yuma abbia ottenuto quelle due carte. |                  |                  |
| 94 (21) | La comparsa di Vector 「真月の危機！暗躍者ベクターの襲撃」 - Shingetsu no Kiki! Anyakusha Bekutā no Shūgeki – "La crisi di Shingetsu! L'attacco di Vector il manipolatore" | 10 marzo 2013    | 21 febbraio 2014 |
| 94 (21) | Una sera, Yuma raggiunge Ray che sta duellando contro Vector in un campo sferico, che si ritira una volta il suo arrivo. Ray dovrà inseguirlo e così, Yuma dovrà mantenere l'ordine sulla terra. Prima di andarsene, li dà cinque carte bariane che lo aiuteranno ma per non dire nulla ad Astral. Queste carte sono Salamandra V, Appel V, Rocher V, Alien V, Pteusauro V. Nel mondo bariano, Vector sta per agire sulla terra a capofitto con l'accordo di Dumon e Mizar che non sono contenti di lui che ha ignorato i suoi fallimenti. Vector affronta Yuma nel campo sfera, rivelandogli che è stato lui a manipolare il Dottor Faker e Tron. Vector inizia evocando Numero 66: Scarabeo Maestro delle Chiavi e sigilla completamente Alza Rango Magico Forza di Barian. Yuma crede di essere riuscito a distruggere Scarabeo Maestro delle Chiavi ma Vector lo riporta indietro. Così, Yuma prova a giocare la carta Forza di Barian Limitata per evocare Raggio Utopia V equipaggiandola con Salamandra V, una delle carte che Ray ha consegnato a Yuma, vincendo il duello. Vector, non ammettendo la sconfitta, cattura Ray ma consegna ad Astral il Numero 66. Yuma deve andare nel mondo bariano per salvare Ray. |                  |                  |
| 95 (22) | La partenza 「いざ決戦の地へ！皇の鍵の飛行船、発進！！」 - Iza Kessen no Chi he! Ō no Kagi no Hikōsen, Hasshin!! – "Rotta per il campo di battaglia finale! Dirigibile della chiave dell'imperatore, partenza!!" | 17 marzo 2013    | 24 febbraio 2014 |
| 95 (22) | Astral usa la carta che Vector gli ha dato per attivare la nave della Chiave d'Oro per farla emergere e apparire nel mondo reale. Il giorno successivo, Astral, Yuma, Shark, Rio e Kite sono pronti per partire, ma vengono raggiunti da Tori, Bronk, Caswell, Chaty, Flip, e decidono quindi di partire tutti insieme per il mondo bariano. Sulla strada per il mondo bariano, la nave viene attaccata, Yuma, Kite, Shark, Rio e Bronk gli contrattaccano, ma inutile, poi vengono risucchiati tutti in un buco nero insieme alla nave. Quando si svegliano, Yuma ei suoi amici si trovano in un posto molto strano chiamato Sargasso. Yuma vede Vector con Ray, sdraiato a terra, inanimato. È allora che si svolgeranno tre duelli: Yuma contro Vector; Shark contro Dumon; Kite contro Mizar. Yuma quindi evoca dal suo primo turno Utopia, Shark evoca Draghetto, e Kite evoca Galaxion Signore Feudatariostellare. Vengono poi intrappolati dalla magia D/D Campo di Battaglia Sargasso che fa perdere 500 Life Points all'avversario quando un mostro Xyz è sul terreno alla fine di ogni turno. |                  |                  |
| 96 (23) | L'ombra dell'inganno 「狂気のベクター 魔境サルガッソの闘い！」 - Kyōki no Bekutā Makyō Sarugasso no Tatakai! – "Il folle Vector: la battaglia nel dominio demoniaco di Sargasso!" | 24 marzo 2013    | 25 febbraio 2014 |
| 96 (23) | A causa della magia del terreno Sargasso, quando viene evocato un mostro Xyz, il giocatore perderà 500 LP e ne perderà altri 500 se ha ancora un mostro Xyz alla fine del proprio turno. Grazie all'effetto di Galaxion, Kite riesce a evocare il suo potente Drago Fotonico Occhi Galattico. Vector evoca Numero 104: Masquerade e riesce a sfuggire al potere di Sargasso per il resto del duello. Dumon fa lo stesso quindi evoca il Numero 102: Sentinella Serafino delle Stelle. Vedendo che Kite ha evocato con successo il suo drago, Mizar evoca il suo Numero 107: Drago Galattico Occhi Tachionici, ma perde 500 punti visto che vuole stabilire chi dei due è il vero padrone dei Draghi. Yuma attiva Alza Rango Magico Forza di Barian Limitata ignorando gli avvertimenti di Astral, e quindi evoca Utopia Raggio V, e attiva il suo effetto per eliminare la maggior parte dei punti di Vector. Dopo che le onde d'urto dell'attacco sono svanite, Yuma nota che Vector è scomparso, convincendosi di aver vinto il duello. A questo punto, Ray si alza e Yuma è felice, ma per breve durata Ray inizia a ridacchiare e perde la testa, rimanendo tutti a bocca aperta. Ray quindi rivela a Yuma di essere Vector. Yuma quindi lo attacca senza pensarci, ma quest'ultimo attiva la trappola Traditore Vanitoso permettendogli di riguadagnare quasi tutti i Life Points persi e mandando 30 carte dal mazzo di Yuma direttamente al cimitero, non lasciandogli più di 3 carte per finire il duello. |                  |                  |
| 97 (24) | Una macchia oscura 「敗北へのカウントダウン！デッキ破壊の恐怖」 - Haiboku he no Kauntodaun! Dekki Hakai no Kyōfu – "Conto alla rovescia verso la sconfitta! La paura della distruzione del deck" | 31 marzo 2013    | 26 febbraio 2014 |
| 97 (24) | Vector approfitta della debolezza di Yuma per convincerlo che tutto quello che è successo è colpa sua. Astral inizia quindi a sentirsi insicuro su Yuma. Vector riporta in gioco Masquerade e attiva il suo effetto rimuovendo una carta dal mazzo di Yuma, lasciandogli solo 2 carte. Dumon, attiva l'effetto del suo mostro Numero per indebolire Draghetto Squalo e riduce i LP di Shark. Mizar riesce a distruggere Galaxion di Kite e riduce i suoi LP a 2000. Shark riporta il suo mostro Numero facendolo evolvere in Draghetto Squalo Veiss, riduce i suoi LP a 900 in modo che il suo mostro non venga distrutto in battaglia. Kite evoca Neo Drago Fotonico Occhi Galattici e Mizar risponde evocando Numero C107: Neo Drago Galattico Occhi Tachionici. A questo punto, la nave della Chiave d'Oro con gli amici di Yuma all'interno inizia a essere risucchiata in un buco nero che si è appena formato ma Vector dice a Yuma che può salvarli se rinuncia a tutti i suoi numeri. Vedendo che Yuma esita, Tori convince Yuma a continuare il duello e poi lei, gli altri Orbital sotto ordine di Kite riprendono il controllo della nave e riescono a sfuggire al buco nero. Yuma quindi si scusa con Astral e inizia a usare il potere ZEXAL, ma Vector riesce ad annullare la loro trasformazione. Il lato oscuro di Astral viene quindi liberato e costringe Yuma a fondersi con lui per formare un altro Zexal: ZEXAL Oscuro. |                  |                  |
| 98 (25) | Le ombre si dissolvono 「限界突破！！「希望皇ホープレイ・ヴィクトリー」」 - Genkai Toppa!! "Kibōō Hōpu Rei Vikutorī" – "Oltre ogni limite!! "Imperatore della Speranza, Raggio Speranza Vittoria"" | 7 aprile 2013    | 27 febbraio 2014 |
| 98 (25) | Tutti sono scioccati vedendo ZEXAL Oscuro. Yuma si ritrova nel cuore di Astral consumato dall'oscurità ed è pronto a tutto per chiedere scusa. Nel frattempo, ZEXAL Oscuro pesca ed evoca DZW - Chimera Placcata per distruggere la carta trappola di Vector. Quindi lo equipaggia a Raggio Utopia V e attacca il mostro Numero di Vector sapendo che è più forte e riceve il danno stesso. ZEXAL Oscuro utilizza quindi l'effetto di Chimera Placcata per raddoppiare i punti di attacco di Raggio Utopia V e attaccare di nuovo. Vector quindi attiva la carta trappola Extra Cento annullando la distruzione del suo Numero ma vede i suoi LP ridotti a 1300 e permette a ZEXAL Oscuro di attaccare nuovamente. Senza pensare, ZEXAL Oscuro lancia un nuovo attacco e Vector attiva l'altro effetto della sua trappola Extra Cento in modo che Masquerade abbia sempre 100 punti d'attacco in più rispetto a Raggio Utopia V Mentre ZEXAL Oscuro riduce la sua salute a 600 lanciando attacchi completamente inutili, Yuma riesce a distruggere il lato oscuro di Astral, annullando la fusione di ZEXAL Oscuro e facendo tornare lui e Astral in campo. Mentre Yuma si alza a malapena, viene avvertito da Shark e Kite della sua imminente sconfitta permettendogli di reagire e annullare per un pelo l'attacco che gli sarebbe costato la sconfitta. Mentre Yuma finisce con 100 LP dall'effetto di Sargasso, Vector attiva l'incantesimo Alza Rango Magico Forza di Barian per evocare Numero C104: Masquerade Orrore Umbral e attiva il suo effetto per mandare tutte le carte in mano a Yuma al cimitero e ridurre i suoi LP a soli 25. Dopo una breve discussione, Yuma e Astral si uniscono di nuovo per far evolvere il potere di ZEXAL e avere un nuovo aspetto. Grazie al suo potere ZEXAL, Yuma distrugge l'oscurità della magia della carta Forza di Barian Limitata per rivelare la sua vera forma: Alza Rango Magico Forza Numeron. La nuova carta fa evolvere Utopia in Numero C39: Raggio Utopia Vittoria permettendogli di sconfiggere Vector. Gli altri duelli vengono quindi annullati a causa della distruzione di Sargasso e Yuma e gli altri riescono a fuggire. |                  |                  |

### Stagione 2
| Nº       | Titolo italiano Giapponese 「Kanji」 - Rōmaji - Traduzione letterale | In onda           | In onda           |
| Nº       | Titolo italiano Giapponese 「Kanji」 - Rōmaji - Traduzione letterale | Giapponese        | Italiano          |
| 99 (26)  | Un duello tra le rovine (prima parte) 「飛行船再起動！伝説のＮｏ．を目指せ！！」 - Hikōsen Saikidō! Densetsu no Nanbāzu wo Mezase!! – "Riavviare il dirigibile! Obiettivo Numeri leggendari!!" | 14 aprile 2013    | 9 giugno 2014     |
| 99 (26)  | Vector va al centro del mondo bariano dove trova il capo dei bariani, Don Thousand, che decide di esaudire il suo desiderio. Si trasferisce nel corpo di Vector. Quest'ultimo è in parte di proprietà di Don Thousand. Dumon e Mizar si rendono conto che il loro mondo sta per finire presto e danno la colpa a Vector. Quest'ultimo rivela loro le posizioni dei sette Numeri mitiriani che sono sulla terra, portandosi con lui anche il Signor Heartland che appare in forma di mosca che fornisce anche loro informazioni. Vector dice che Nash il vero Capo e Marin, gli altri due imperatori bariani, sono sicuramente sulla Terra. I tre si sono separati per trovarli. Kazuma in un video registrato in passato rivela a Yuma ei suoi amici che i Numeri Mitiriani si trovano in sette rovine sulla terra e devono trovarli prima degli imperatori bariani. Attraversano quindi lo spazio interdimensionale si scontrano con Dumon che si ritrova sulla terra senza potere. Mentre viene attaccato da un orso. Yuma va in suo soccorso e l'orso scappa. Shark non si fida di Dumon e quest'ultimo finge di essere Nash, dopodiché si uniscono a Rio e Tori che sono già tra le rovine alle luci di una radura. Salvano le due da dei serpenti. I sei si incontrano davanti a due porte e sono separati da un meccanismo. Sono tutti obbligati a proseguire il percorso separatamente. Sul sentiero blu, Shark e Dumon sotto copertura si trovano in un vicolo cieco e la porta si chiude dietro di loro. Quando Yuma, Tori, Astral e Rio arrivano davanti alla statua di un cavallo alato e il Numero galleggia finché non si accende una luce. La persona che appare dice loro che è il Custode del Numero, Mach, e che devono duellarlo se Yuma vuole avere il Numero. Il duello inizia e già Shark e Nash (Dumon) sono sul punto di essere schiacciati dai muri se Yuma non reagisce. |                   |                   |
| 100 (27) | Un duello tra le rovine (seconda parte) 「古への追憶 ドルベと白馬伝説の幻影」 - Inishie he no Tsuioku Dorube to Hakuba Densetsu no Gen'ei – "Un ricordo dell'antichità: Durbe e la visione della leggenda del cavallo bianco" | 21 aprile 2013    | 10 giugno 2014    |
| 100 (27) | Yuma ha iniziato il suo duello contro Mach, il custode del Numero di queste rovine. Comincia ad attaccarla e una porta si apre per salvare Shark e Nash (Dumon). Ma la combo di Mach è stata attivata, diminuendo i LP di Yuma. Durante il suo turno, Mach evoca Numero 44: Pegaso del Cielo. Anche questa carta fa parte della sua combo. Da parte loro, Shark e Nash hanno trovato dei murales che raccontano la leggenda di Pegasus. Dumon si sente come se fosse già stato qui e conosce questa leggenda. Mentre questa leggenda volge al termine, il terreno si sgretola sotto Shark e Nash lo salva usando i suoi poteri bariani. Durante l'ultimo turno di Yuma, è riuscito a rompere la sua combo e vince il duello evocando Numero C39: Raggio Utopia Vittoria. Dopo la sua sconfitta, Mach racconta l'ultima parte della leggenda e consegna il suo numero a Yuma. Dumon da parte sua ritorna nel mondo bariano. Yuma prende una moneta che chiama Moneta del Conquistatore, monete che suo padre ha lasciato quando ha visitato le rovine. Yuma, Shark, Rio e Tori emergono da queste rovine in seguito. |                   |                   |
| 101 (28) | L'avanzata della nebbia oscura (prima parte) 「狡猾なるベクター アストラルＶＳＮｏ．９６」 - Kōkatsu-naru Bekutā Asutoraru Bāsasu Nanbāzu Kyūjūroku – "L'astuto Vector: Astral contro Numero 96" | 28 aprile 2013    | 11 giugno 2014    |
| 101 (28) | In dimensioni parallele, Vector parla con Don Thousand che sa dov'è il prossimo numero, dicendo di averlo visto nei suoi ricordi. Yuma e gli altri sono contemporaneamente sullo stesso sentiero e si dirigono verso un'isola abbastanza remota. In un paese, il senatore Parker sta aprendo una biblioteca per bambini. Tornato a casa, complotta segretamente per diventare ancora più ricco. All'improvviso arriva Vector e si rende conto di questo inganno. Ma Parker era posseduto da Numero 96. Vector gli chiede di essere il suo subordinato, gli rivela la posizione del numero e gli consegna la carta Forza di Barian. Vanno sull'isola e più precisamente in un palazzo. Vector e Numero 96 entrano nella sala delle esecuzioni. allo stesso tempo, Yuma, Astral, Tori, Rio e Shark entrano e seguono un percorso diverso. Si ritrovano imprigionati in questo palazzo loro malgrado. Vector appare quindi e convoca Astral che consegnerà il duello avendo per posta il Numero delle rovine. Numero 96 sarà il suo avversario. Nel primo turno, evoca Numero 96: Nebbia Oscura. Astral nel frattempo, incapace di attaccare con mostri deboli, evoca il Numero 39: Utopia e infligge 1500 punti di danno, ma una trappola viene attivata su Yuma ogni volta che Numero 96 perde punti vita. Gli attacchi di Astral sono sigillati. |                   |                   |
| 102 (29) | L'avanzata della nebbia oscura (seconda parte) 「混沌の領域 Ｎｏ．９６狂気の化身！！」 - Kaosu no Ryōiki Nanbāzu Kyūjūroku Kyōki no Keshin!! – "Il reame del caos: Numero 96, l'incarnazione della pazzia!!" | 5 maggio 2013     | 12 giugno 2014    |
| 102 (29) | Il duello è appena iniziato quando sembra già brutto per Astral che non può più attaccare. Da parte sua, Numero 96 invoca il numero delle Rovine, Numero 65: Combattente Djinn. Quindi attacca con i suoi due numeri e in un turno riduce i punti ferita di Astral a 600. Ma Astral ripristina la situazione impostando una difesa impenetrabile. Numero 96 gli dice che se non è nelle sue mani, Astral non sarà in grado di assorbire i Numeri Caos e quindi non può usare il Codice Numeron. Deve solo batterlo, ma non sembra così semplice perché Numero 96 evolve il Numero 65 in Numero C65: Re Overdemone e distrugge la difesa di Astral. Quest'ultimo riesce a sopravvivere rievocando Utopia. Dopo averci pensato e aver trovato una moneta da suo padre, Yuma sfugge alla trappola di Vector e nulla impedisce ad Astral di vincere. Quindi evoca Raggio Utopia, invertendo la situazione con una carta trappola. Mentre Astral sta per vincere, Numero 96 usa di nuovo Forza di Barian per evolvere Nebbia Oscura in Numero C96: Tempesta Oscura. Ma Numero 96 si sta evolvendo anche nell'aspetto e ora Astral non può più assorbirlo. Il duello finisce in parità. Vector quindi fa sparire quel posto e Kite arriva in tempo per salvare Yuma. Nel mondo bariano, Don Thousand libera Alito e Girag dal loro sonno. |                   |                   |
| 103 (30) | Vendetta Bariana (prima parte) 「沈黙の闘士アリト 熱き決闘者たちの再会！」 - Chinmoku no Tōshi Arito Atsuki Dyuerisuto-tachi no Saikai! – "Il combattente silenzioso, Alito: la riunione dei duellanti appassionati!" | 12 maggio 2013    | 13 giugno 2014    |
| 103 (30) | Nel mondo bariano, Alito e Girag tornano davanti a Dumon e Mizar. Alito sarà il prossimo ad ottenere il prossimo Numero. Il numero si trova a Spartan City. All'improvviso, su un poster, Yuma riconosce Nistro e va da lui e dai suoi amici sul palco del duello. Arriva mentre Nistro vince contro Oily Muscle. D'altra parte, anche Alito lo guardava. Dopo questi duelli, Nistro e Dextra discutono con loro delle rovine. Ma Alito, in un bar, ha già tutte le informazioni su di loro. Nistro racconta loro la leggenda del gladiatore che vinse battaglie disarmate e fu giustiziato per un crimine che non aveva commesso. Le rovine sono ora in un lago per evitare una minaccia. Al calar della notte, Alito fa sparire l'acqua con i suoi poteri e poi entra nel Colosseo, Nistro si ritrova involontariamente coinvolto in questo incidente. Alito prende il numero, Yuma e i suoi amici arrivano sul luogo. Alito sta facendo il lavaggio del cervello a Nistro per usare questo numero. Dextra e Yuma quindi si uniscono per questo duello. Dopo che ogni giocatore ha svolto il proprio turno, Nistro evoca Numero 54: Cuore di Leone e infligge enormi danni a lui e Yuma. |                   |                   |
| 104 (31) | Vendetta Bariana (seconda parte) 「よみがえれ！命を超えし決闘者魂！！」 - Yomigaere! Inochi wo Koeshi Dyuerisuto Tamashī!! – "Risorgi! L'anima da duellante che trascende la vita!!" | 19 maggio 2013    | 17 giugno 2014    |
| 104 (31) | Al momento di questo turno, compaiono le anime del Colosseo. Yuma durante il suo turno sta per perdere a causa di Number 54: Cuore di Leone. Ma Dextra lo salva all'ultimo minuto. Mentre normalmente Nistro ha perso, l'ultimo effetto del Numero lo guarisce di 100 LP. Alito, durante il suo turno, infligge danni a Dextra. Durante il suo turno, perde volontariamente, sperando che il suo attacco e la sua voce abbiano raggiunto il cuore di Nistro. Dato che finirebbe con una sconfitta per Yuma, Nistro sfugge in parte al suo controllo giocando un'altra strategia. Yuma nel frattempo ha dato tutto ciò che ha in questo duello e mentre Alito sta per giocare Forza di Barian, Yuma vince la partita tramite l'effetto di una carta. Dopo lo shock subito dalla sconfitta, Alito inizia ad avere una visione della sua vecchia vita. All'alba, Yuma trova la moneta di suo padre e il numero delle rovine. Tornato sull'aereo, Yuma non riesce a smettere di pensare ad Alito. |                   |                   |
| 105 (32) | La prova (prima parte) 「銀河眼使いへの試練！カイト決死のデュエル」 - Gyarakushīaizu Tsukai he no Shiren! Kaito Kesshi no Dyueru – "La prova per il domatore di Occhi Galattici! Il duello mortale di Kaito" | 26 maggio 2013    | 18 giugno 2014    |
| 105 (32) | Nell'aereo, Astral pensa alle carte numero che ha raccolto dalle rovine e si rende conto che gli uomini delle leggende sono in realtà gli imperatori bariani nelle loro vite passate. Da parte sua, Kite sente un momento per il suo drago che non smette di risuonare. Nel mondo bariano, Dumon pensa alle rovine che ha visitato e si pone molte domande. Mizar arriva a sua volta e apprende da Dumon che avevano una relazione con le rovine. Mizar lo trova ridicolo e parte per la terra. Astral, Yuma, Tori, Shark, Rio, Kite e Orbital arrivano in una zona montuosa che interrompe i controlli dell'aereo. Finiscono per atterrare con la forza. Con il numero in cima, Yuma, Shark e Kite sono costretti ad arrampicarsi. Orbital, Tori e Rio rimangono sulla terraferma. Mentre salgono sulla montagna, un drago ruggisce e il drago di Kite risuona con esso. Kite quasi cadde ma Yuma lo salva in tempo. Finalmente arrivano in cima e scoprono che c'è un tempio. Entrano e sono sospettosi. Yuma è attratto dall'odore del cibo. Ed è quando un vecchio lo sorprende che Kite interviene. Il vecchio di nome Jinlon lo sfida a duello portando in gioco ciascuno dei rispettivi draghi. Jinlon evoca al suo primo turno il Numero 46: Dragluone. Quest'ultimo gli permette di creare una combo che gli impedisce di attaccare il suo drago. Kite finisce per distruggere il primo Drago Fotonico Occhi Galattici. Jinlon evoca un secondo Drago che potrebbe essere fatale per Kite se lo distrugge. |                   |                   |
| 106 (33) | La prova (seconda parte) 「ミザエル伝説！Ｎｏ．となった神の龍」 - Mizaeru Densetsu! Nanbāzu Tonatta Kami no Ryū – "La leggenda di Mizael! Il drago divino che divenne un Numero" | 2 giugno 2013     | 19 giugno 2014    |
| 106 (33) | All'inizio del turno di Kite, lui abbassa i suoi LP per diminuire l'attacco del drago di Jinlon e finisce per distruggerlo con Drago Fotonico Occhi Galattici. Ma distruggendolo, gli rimangono solo 200 LP. Jinlon prende il controllo di Occhi Galattici con l'effetto di Dragluone. Si rende conto di essere diverso da Mizar. Mentre secondo quanto riferito ha perso, ha annullato gli attacchi di Jinlon ed ha evocato due Cavalieri Galattici. Kite poi riprende il suo drago evolvendolo in Neo Drago Fotonico Occhi Galattici. Ma se Kite non vince questo turno, Jinlon prenderà il controllo anche del suo drago. Quindi inverte la situazione usando gli effetti dei mostri che ha usato per giocare Occhi Galattici e attaccare. Ma Jinlon gioco la carta Danza del Drago che riduce a zero l'attacco di Neo Drago Fotonico Occhi Galatici. Kite quindi gioca una trappola che annulla l'effetto della sua carta e vince il duello. Una volta che Jinlon si alza, gli racconta la leggenda di Mizar che era il protettore del drago. Entrambi sono morti per opera di un misterioso profeta che ha recitò una vocazione falsa ed è così che scatenò una rivolta e in un assalto. Mizar interviene e dice che non crede alla storia di Jinlon. Mentre stavano per combattere, le rovine si sgretolano. Kite riceve il numero di Jinlon dopo che le rovine sono scomparse. Poi prosegue dicendo che è scoppiata una guerra tra Astral e Don Thousand. Nel dirigibile, Astral pensa che la sua missione sia quella di distruggere il mondo bariano. |                   |                   |
| 107 (34) | Il comandante 「化かされた遊馬！？ギラグ狸の皮算用」 - Bakasareta Yūma!? Giragu Tanuki no Kawazan'yō – "Yuma confuso!? L'inaffidabilità del Tanuki Girag" | 9 giugno 2013     | 20 giugno 2014    |
| 107 (34) | Yuma torna a casa per riposarsi dalle sue avventure tra le rovine. Ma il suo riposo è effimero perché in televisione, Yuma, Astral e Tori vedono il Maestro Roku aver trovato una statua dell'era Sengoku che rappresenta il generale Kiraku Souhachi e scoprono che la statua non è altro che Girag e deducono che il dungeon del duello di Roku è una delle rovine con un numero leggendario. Yuma, Astral e Tori vanno e si imbattono in Girag che è posseduto dallo Spirito del Numero e il vero Girag è nella statua. Yuma e Astral decidono quindi di affrontarlo in un duello. Girag evoca rapidamente Numero 64: Procione Ronin Sandayu. Ma lo Spirito del Numero usa il suo potere per entrare nel corpo di Yuma e quindi vedere tutto il gioco di Yuma e giocare per lui. Dopo aver recuperato il suo corpo, Yuma usa gli effetti di "Dododo Gazeur" e "OuafOuaf-chan" per vincere il duello, Girag poi ricorda il suo passato e inganna il Tanuki facendolo tornare nel suo corpo, quindi torna nel mondo bariano. |                   |                   |
| 108 (35) | Una scelta difficile (prima parte) 「海底からの誘い！シャーク夢幻の記憶」 - Kaitei kara no Sasoi! Shāku Mugen no Kioku – "Un invito dal fondo del mare! I ricordi fantasma di Shark" | 16 giugno 2013    | 24 giugno 2014    |
| 108 (35) | Yuma, Astral, Tori, Shark e Rio partono per le prossime rovine, ma vengono presi da una tempesta sull'oceano Rio scompare. Yuma, Astral e Shark vengono risucchiati in un vortice nell'oceano e si trovano in un labirinto. Vengono separati mentre Shark viene guidato alle rovine e deve duellare contro Rio, che è posseduta da Abyss, lo spirito del Numero di queste rovine. Mentre Shark perde la vita al suo primo turno, vede la sua vita passata come re, dove anche sua sorella è presente e deve combattere una feroce battaglia contro Vector. Mentre Shark perde quasi tutti i suoi punti vita, Yuma e Astral si trovano ad affrontare Dumon. |                   |                   |
| 109 (36) | Una scelta difficile (seconda parte) 「シャークＶＳ激瀧神アビス！激突、２体のＮｏ．！！」 - Shāku Bāsasu Gekirōshin Abisu! Gekitō, Nitai no Nanbāzu!! – "Shark contro il Dio delle Cascate Ruggenti, Abisso! Lo scontro dei due Numeri!!" | 23 giugno 2013    | 25 giugno 2014    |
| 109 (36) | Il duello tra Shark e Rio controllato da Abyss continua, Shark ha ancora visioni della sua vita passata nella lotta tra lui e Vector, Shark trasforma la situazione nel duello e nella sua vita passata allo stesso tempo Rio invoca il Numero 73: Spruzzo dell'Abisso e prende in mano la situazione. Nelle visioni della sua vita passata, Shark vede che Rio decide di sacrificarsi per salvarlo ma nel duello dell'Abisso esce dal corpo di Rio per continuare il duello ma mentre lei è sul punto di scomparire, viene salvata per un pelo. grazie a Yuma. Shark, ora è con solo 100 punti ferita, ribalta la situazione evocando Numero 94: Crystalzero e utilizzando la trappola Armatura Xyz aumentando l'attacco del Numero 94 a 4300 e vince il duello grazie all'effetto del Numero 94. Una volta che tutti sono tornati sulla nave, Shark vede Rio, privo di sensi. |                   |                   |
| 110 (37) | Il caos regna sovrano (prima parte) 「滅びゆく３つの世界！究極暴走Ｎｏ．９６！！」 - Horobi-yuku Mitsu no Sekai! Kyūkyoku Bōsō Nanbāzu Kyūjūroku!! – "I tre mondi diretti verso la distruzione! L'assolutamente incosciente Numero 96!!" | 30 giugno 2013    | 15 settembre 2014 |
| 110 (37) | Numero 96: Ombra Oscura, che ha ottenuto il potere del Caos, vuole vendicarsi di Astral e provoca strani fenomeni sulla Terra, nel Mondo Astrale e nel Mondo Bariano. Yuma, Astral, Tori, Shark e Kaito vengono quindi teletrasportati in uno strano posto di fronte a numero 96 che poi sfida Yuma e Astral a duello. Dal suo primo turno, Numero 96 evoca Numero 96: Nebbia Oscura lo fa evolvere giocando "Alza Rango Magico Forza si Baria per evocare Numero C96: Nebbia Oscura. Yuma decide di rispondere evocando Numero 39: Utopia e attiva Forza di Numeron - Alza Rango Magico per evocare Numero C39: Raggio Utopia Vittoria. Il numero 96 quindi attiva la carta magica Terreno caotico che gli consente di inviare una Unità impilata del caos a uno dei suoi mostri per evocare casualmente un mostro Numero dall'Extra Deck di Yuma su atterrare numero 96 e poi evolverlo in un mostro del caos. Ha quindi colto l'occasione per rubare a Yuma i mostri Numero 69: Cimiero dell'Araldo e Numero 92: Dragon Heart-eartH per farli evolvere in mostri del Caos per ottenere Numero C69: Cimiero dell'araldo dell'Orrore e Numero C92: Drago del Chaos Heart-Earth, mettendo Yuma in gravi difficoltà. |                   |                   |
| 111 (38) | Il caos regna sovrano (seconda parte) 「終焉のとき．．．！相棒に託した絆」 - Shūen no Toki...! Tomo ni Takushita Kizuna – "L'ora della fine...! I legami affidati ad un amico" | 7 luglio 2013     | 16 settembre 2014 |
| 111 (38) | Yuma e Numero 96 continuano il duello ea causa degli attacchi dei 3 mostri del Caos del Numero 96, i punti ferita di Yuma scendono istantaneamente da 4000 a 500. Inoltre, l'effetto di Numero C92: Drago del Chaos Heart-Earth, il Numero 96 diventa sempre più potente perché recupera tutti i punti vita che Yuma ha perso, facendoli aumentare a 7500. Essendo Yuma alla fine delle sue forze in seguito agli attacchi precedenti, Astral decide di prendere il sopravvento e riporta Numero 39: Utopia, quindi Yuma e Astral si fondono per formare ZEXAL, quindi fa evolvere "Numero 39: Utopia chiamando il Numero C39: Raggio Utopia ed equipaggia le due armi di Zexal ZW - Armatura Sleipnir e ZW - Colo Asura per aumentare l'attacco di Raggio Utopia a 6000 e attaccare tutti i mostri nel numero 96 e riduce i suoi punti vita a 0. Numero 96, non sopportando di aver perso, decide di impadronirsi del corpo di ZEXAL ma Astral annulla la formazione di ZEXAL e prende lui stesso l'attacco del Numero 96. usa tutte le sue forze per distruggere Numero 96 che stava cercando di afferrare il suo corpo provocando un'esplosione. Astral dice addio a Yuma prima di scomparire con la chiave d'oro. Yuma, Tori, Shark e Kaito vengono quindi teletrasportati a Heartland City, completamente devastati dalla scomparsa di Astral, in particolare Yuma e Tori. |                   |                   |
| 112 (39) | Il ladro di ricordi (prima parte) 「純真なる決闘者！「先史遺産」始動！！」 - Junshin-naru Dyuerisuto! "Ōpātsu" Shidō!! – "Il duellante puro di cuore! La messa in moto degli "OOPArt"!!" | 14 luglio 2013    | 17 settembre 2014 |
| 112 (39) | Yuma è ancora devastato dalla scomparsa di Astral e rimane solo, isolato dagli altri. Così i suoi amici decidono di indagare sui guardiani di Barian, sperando che questo aiuterà Yuma a ritrovare un po' 'di entusiasmo. Nel mondo bariano, Don Thousand prende il controllo del corpo di Vector e resuscita il Signor Heartland ei suoi tirapiedi. Erazor, uno dei servi di Mr. Heartland, ruba i ricordi di tutti gli amici di Yuma e lo sfida a un duello in cui sono in gioco tutti i suoi numeri. Mentre sta per iniziare il duello, Yuma è raggiunto da un amico che non si sarebbe mai aspettato: Three. |                   |                   |
| 113 (40) | Il ladro di ricordi (seconda parte) 「新しき希望の力！！友情合体「アトランタルホープ」」 - Atarashiki Kibō no Chikara!! Yūjō Gattai "Atorantaru Hōpu" – "Il potere di una nuova speranza!! La combinazione dell'amicizia "Speranza Atlantal"" | 21 luglio 2013    | 18 settembre 2014 |
| 113 (40) | Per salvare i suoi amici, Yuma e Three affrontano Erazor in un duello ma a causa dell'effetto terreno attivato da Mr.Heratland, Yuma e Three sono costretti a iniziare il duello con solo 2000 punti vita ed Erazor con 8000 punti vita, il che dà loro un grande svantaggio. Eeazor evoca tramite evocazione Xyz Numero 3: Re Cicala. Mentre Yuma che vuole disperatamente essere solo, gioca molto male ma Three, che sa che Yuma è un formidabile duellante perché lo ha affrontato in passato, lo sostiene in ogni momento. Supportato da Three e dal loro forte legame di amicizia, Yuma si rende conto di non essere solo, decide di unire Numero 39: Utopia con Numero 6: Chronomal Atlandis per evocare un mostro da l'amicizia tra Yuma e Three: Atlandis-Utopia per vincere il duello. |                   |                   |
| 114 (41) | I tentacoli del terrore (prima parte) 「悲哀なる決闘者 「地獄人形」冥動！！」 - Hiai-naru Dyuerisuto "Gimikku Papetto" Meidō!! – "Il duellante triste: i movimenti oscuri dei "Burattini Truccati"!!" | 28 luglio 2013    | 19 settembre 2014 |
| 114 (41) | Shark decide di visitare Rio in ospedale che è ancora incosciente dal suo ultimo duello con Shark tra le rovine. Ma entrando nella stanza di Rio, Shark vede un misterioso individuo che lo sta avvelenando. Quest'ultimo riesce a scappare ma Shark va subito all'inseguimento ma viene intrappolato perché si ritrova anche lui avvelenato. Inoltre, Shark dovrà affrontare in duello questo misterioso individuo di nome Chironex che si indebolisce ogni minuto che passa. Mentre il duello tra Shark e Chironex sta per iniziare, viene raggiunto dal suo vecchio rivale Four. |                   |                   |
| 115 (42) | I tentacoli del terrore (seconda parte) 「シャークとⅣ 天下騒乱！！地獄ザメタッグ」 - Shāku to Fō Tenka Sōran!! Jigoku Zame Taggu – "Shark e IV: caos mondiale!! La squadra di squali e inferno" | 4 agosto 2013     | 22 settembre 2014 |
| 115 (42) | Come nel duello di Yuma e Three, Shark e Four sono costretti a iniziare il duello con solo 2000 punti vita mentre Chironex inizia con 8000 punti vita a causa dell'effetto suolo, che dà loro un grande svantaggio a partire da l'inizio del duello. Mentre Shark e Rio si indeboliscono minuto dopo minuto a causa del veleno che Chironex introduce nei loro corpi, Chironex intensifica i suoi attacchi e distrugge quasi tutta la salute di Shark e Four. Shark, che ha ancora dubbi sulla propria esistenza, osserva che non può tirare fuori tutto il potere di cui ha bisogno. Ma quando viene spinto nelle sue trincee più profonde, non è in grado di richiamare i numeri leggendari che ha guadagnato tra le rovine. Four e Shark grazie un gioco si squadra riescono ad evocare Spruzzo dell'abisso a 9600 punti vincendo il duello. Chironex arrabbiato per la sconfitta si ricorda di Shark tanto tempo fa ha fatto un incidente con lui, impazzendo per poi scomparire, Shark cerca spiegazioni, poi vede un simbolo che aveva visto nella storia contro Vector, capendo di essere un Bariano. |                   |                   |
| 116 (43) | Adesso o mai più (prima parte) 「冷厳なる決闘者 「天蓋星」激動！！」 - Reigen-naru Dyuerisuto "Daison Sufia" Gekidō!! – "Il duellante severo: lo scossone di "Sfera Dyson"!!" | 11 agosto 2013    | 23 settembre 2014 |
| 116 (43) | Per cercare di dimenticare per un po' 'la scomparsa di Astral, Yuma progetta con Three di combattere contro i Bariani. Nel frattempo, dalla parte di Kaito, al fine di proteggere il mondo astrale e assaltare il mondo bariano, cerca un modo per arrivare al mondo astrale in modo che Yuma possa andarci aiutato dal suo ex mentore, Five. È allora che scoprono che le monete del conquistatore lasciate tra le rovine da Kazuma, il padre di Yuma, potrebbero forse essere la chiave per aprire la porta del mondo astrale. Ma vengono comunque interrotti dall'arrivo di Scritch, uno degli scagnozzi di Mr. Heartland per evitare l'apertura della porta del Mondo Astrale ma anche la resurrezione di Astral. Five e Kaito si impegnano quindi in un duello contro Scritch per fermare i suoi piani. |                   |                   |
| 117 (44) | Adesso o mai più (seconda parte) 「逆上のカイト 究極の師弟血戦！！」 - Gyakujō no Kaito Kyūkyoku no Shitei Kessen!! – "Il delirio di Kaito: la carneficina finale tra maestro ed allievo!!" | 18 agosto 2013    | 24 settembre 2014 |
| 117 (44) | Kaito e Five hanno trovato un modo per aprire la porta del mondo astrale, ma vengono interrotti da Scritch, uno degli scagnozzi di Mr. Heartland per evitare l'apertura della porta per il mondo astrale e anche la resurrezione di Astral. Kaito e Five continuano quindi il loro duello contro Scritch per fermarlo. Tuttavia, durante il duello, Kaito è tormentato da un'allucinazione causata da una trappola di Scritch, ma anche Drago Fotonico Occhi Galattici di Kaito è confuso in questa allucinazione. Mentre la porta del mondo astrale sta per aprirsi, Kaito e Five fanno tutto il possibile per sconfiggere Scritch e quindi dare a Yuma l'opportunità di viaggiare nel mondo astrale, e grazie all'aiuto di Orbital. |                   |                   |
| 118 (45) | Missione Mondo Astrale (prima parte) 「青き聖地の神 閃光のエリファス」 - Aoki Seichi no Kami Senkō no Erifasu – "Il dio della sacra terra blu: Eliphas il radioso" | 25 agosto 2013    | 25 settembre 2014 |
| 118 (45) | Yuma è finalmente riuscito a entrare nel mondo astrale. All'arrivo in questo mondo, dove è nato Astral, Yuma è sorpreso di trovarsi in un mondo completamente vuoto ma alla fine finisce per trovare Astral. Tuttavia, sono molto rapidamente separati da cinque luci che appaiono dal nulla. Infatti, per il mondo astrale, Yuma è considerato una grande minaccia malvagia ed è preso di mira dalla volontà del mondo astrale stesso. È allora che Yuma viene salvato da Rainbow Kuriboh, una carta che Yuma ricorda perfettamente perché era una carta che apparteneva a suo padre, Kazuma. È quindi in una nuova e pericolosa avventura di fronte alla volontà del Mondo Astrale che Yuma si avvia accompagnato da Kuriboh Arc-En-Ciel. |                   |                   |
| 119 (46) | Missione Mondo Astrale (seconda parte) 「高次元の境地！ 脅威のダブル・ランクアップ！」 - Kōjigen no Kyōchi! Kyōi no Daburu Ranku Appu! – "Lo stato trascendentale! Il minaccioso Alzamento di Rango Doppio!" | 1º settembre 2013 | 26 settembre 2014 |
| 119 (46) | Yuma inizia un duello contro colui che ha sempre protetto la volontà del mondo astrale: Eliphas. Nel mondo astrale, Yuma si rende conto molto rapidamente che i duelli sono principalmente basati sui mostri Xyz Alza Rango Magico, cioè i mostri Xyz che vengono evocati grazie alle carte magiche che hanno il nome Magico Alza Rango all'interno. Mentre Yuma pensa di poter ottenere il vantaggio su Eliphas perché ha la carta Forza di Numeron - Alza Rango Magico, si rende presto conto che batterlo sarà più difficile di quanto pensasse. Infatti, Eliphas evoca un mostro Xyz Alza Rango Magico dopo l'altro, mettendo Yuma sull'orlo della sconfitta. Per salvare Astral, che è destinato a morire, Yuma intraprende una battaglia disperata in cui deve assolutamente resistere alla brutalità degli attacchi dei mostri Xyz Alza Rango Magico di Eliphas. |                   |                   |
| 120 (47) | Missione Mondo Astrale (terza parte) 「二大王激突！古の決闘シャークＶＳベクター」 - Nidaiō Gekitō! Inishie no Dyueru Shāku Bāsasu Bekutā – "Lo scontro dei due grandi re! Un duello antico, Shark contro Vector" | 8 settembre 2013  | 29 settembre 2014 |
| 120 (47) | Mettendo tutte le sue forze in questo duello, Yuma continua ad affrontare i mostri Xyz Alza Rango Magico che Eliphas ha evocato senza fuggire. Per Yuma, il suo unico obiettivo è salvare Astral ad ogni costo. Mentre sente il desiderio di Yuma, Rainbow Kuriboh usa tutto il suo potere per salvare Yuma. Nel frattempo, Dumon si avvicina a Shark nel tentativo di risvegliare i ricordi della sua vita passata in cui ha affrontato Vector in un duello, e finisce per chiedersi quale sia il suo vero destino. |                   |                   |
| 121 (48) | Missione Mondo Astrale (quarta parte) 「光を継ぐ者！！希望皇ホープルーツ」 - Hikari wo Tsugu Mono!! Kibōō Hōpu Rūtsu – "Colui che eredita la luce!! Imperatore della Speranza, Radici Speranza" | 15 settembre 2013 | 30 settembre 2014 |
| 121 (48) | Yuma arriva non senza difficoltà alla fine del suo duello con Eliphas, vincendo il duello, grazie a Numero 39: Radici dell'Utopia. Yuma riprende Astral e insieme torna dai loro amici mentre i 2 vanno vengono osservati da Kazuma e Mira i Genitori di Yuma. Intanto Dumon dopo aver mostrato il passato di Shark e Rio li porta nel Mondo Bariano cosi i due in lacrime decidono di voler sconfiggere Yuma. |                   |                   |
| 122 (49) | L'assimilazione (prima parte) 「世界陥落の前兆！！Ｍｒ．ハートランドの大反乱」 - Sekai Kanraku no Zenchō!! Misutā Hātorando no Daihanran – "Presagio della fine del mondo!! La grande rivolta di Mr. Heartland" | 22 settembre 2013 | 1º ottobre 2014   |
| 122 (49) | Vector sta usando Mr. Heartland per diffondere un milione di carte numeriche in tutto il mondo. Ma queste sono false e la conseguenza è che il mondo di Barian e la Terra iniziano a fondersi e ad assimilarsi. Il signor Heartland ha quindi il compito di prendere i numeri di Kaito e dei suoi amici, Vector deluso dai suoi fallimenti gli concede un'ultima possibilità. Heartland arriva sulla Terra e grazie alle onde emesse da Flip, dopo aver raccolto una delle false carte Numero. Kaito, per fermare Mr. Heartland, provoca un duello contro di lui, ma il danno di questo duello è reale. Mentre Kaito subisce gravi danni, Mr. Heartland evoca il Numero 1: Infezione Buzz King Riuscendo a distruggere Drago Fotonico Occhi Galattici di Kaito e abbassa i suoi punti ferita a 1750. Mentre Mr. Heartland predice il potere Finendolo con il suo attacco diretto. Nel mondo Bariano, i 7 Bariani riuniti Nash (Shark) e Rio (Marin). Nel duello tra Kaito e Heartland una voce proveniva dal cielo e compaiono Yuma e Astral. |                   |                   |
| 123 (50) | L'assimilazione (seconda parte) 「勇者の凱旋！友の意志を引き継げ！！」 - Yūsha no Gaisen! Tomo no Ishi wo Hikitsugu!! – "Il ritorno trionfale dei prodi! Prendi in consegna la volontà di un amico!!" | 29 settembre 2013 | 2 ottobre 2014    |
| 123 (50) | Yuma sostituisce Kaito, troppo indebolito, nel suo duello contro Mr. Heartland. Questo poi rivela la sua vera forma. Yuma evoca di nuovo con successo Drago Fotonico Occhi Galattici di Kaito e vince il duello riducendo la salute di Mr. Heartland da 3000 a 0 in un turno con un singolo attacco. Subito dopo, dal cielo cadono fasci di luce. Gli imperatori di Bariani sono lì accompagnati da Shark. |                   |                   |

### Stagione 3
| Nº       | Titolo italiano Giapponese 「Kanji」 - Rōmaji - Traduzione letterale | In onda          | In onda          |
| Nº       | Titolo italiano Giapponese 「Kanji」 - Rōmaji - Traduzione letterale | Giapponese       | Italiano         |
| 124 (51) | La squadra imperiale 「「バリアン七皇」 紅き世界の戦士！！」 - "Barian Nanakō" Akaki Sekai no Senshi!! – ""I sette imperatori Bariani" I guerrieri del mondo cremisi!!" | 6 ottobre 2013   | 3 ottobre 2014   |
| 124 (51) | Dopo che Yuma ha sconfitto con successo Heartland usando il potere di ZEXAL Supremo, i sette imperatori Bariani appaiono di fronte a Yuma e i suoi amici. I sette imperatori Bariani sono Vector, Mizar, Alito, Girag, Dumon, Marin (Rio) e Nash (Shark). Un fenomeno consente a Yuma di vedere i ricordi di Nash nel mondo di Bariano e Nash di vedere i ricordi di Yuma nel mondo astrale, Yuma scioccato sviene. Grazie a Roku, gli amici di Yuma lo prendono e fuggono dagli imperatori Bariani. Gli amici di Yuma intercettano i Bariani, Mizar contro Nelson e Anna, Alito contro Nistro, Girag contro Roku e Kaze, Dextra contro Dumon, Marin contro Bronk. Per proteggere Yuma mentre attende il suo risveglio. Four decide di affrontare Nash in un duello per riportare il vero Shark ai suoi sensi. |                  |                  |
| 125 (52) | In nome dell'amicizia 「不死身の槍術士 Ｓ・Ｈ・Ｄａｒｋ Ｋｎｉｇｈｔ」 - Fujimi no Sōjutsushi Sairento Onāzu Dāku Naito – "Il lanciere immortale: Cavaliere Oscuro Onori Silenti" | 13 ottobre 2013  | 11 febbraio 2015 |
| 125 (52) | Gli imperatori Bariani pescano e giocano la carta magia Alza Rango Magico - Il Settimo che consente loro di evocare un mostro Numero oltre il cento dal loro Extra-Deck o dal cimitero e farlo evolvere in un mostro Cxyz. Mentre sembra che sia l'unico a non duellare. Nash evoca Numero C101: OSCURITÀ Onore Silente. Per rispondere a questa domanda, Four attiva la carta magia Forza del Chaos Argento che Five gli ha dato prima del duello, permettendogli di evocare un mostro Cxyz ed evoca il Numero C40: Burattino Arnese delle Corde Oscure e distrugge Numero C101: OSCURITÀ Onore Silente riducendo i Life Points di Nash a 200. Tuttavia, quest'ultimo attiva l'abilità speciale di OSCURITÀ Onore Silente e lo rimette in campo. Aumenta i suoi Life Points di un importo pari ai punti d'attacco del suo numero, portandoli così a 3000. Nash mostra a Four la sconfitta di Nelson, Anna, Kaze, Roku, Nistro, Dextra e Bronk contro gli altri imperatori Bariani, mandandoli così nel mondo Bariano. |                  |                  |
| 126 (53) | Una nuova missione 「さらば友よ．．．虚空へ散る想い！！」 - Saraba Tomo yo... Kokū he Chiru Omoi!! – "Addio, amico mio... Sentimenti che cadono nel vuoto!!" | 20 ottobre 2013  | 12 febbraio 2015 |
| 126 (53) | Il duello tra Nash e Four continua e si fa sempre più intenso. Four evoca il mostro Xyz Numero C88: Burattino Arnese del Leone Disastro, che gli garantirà la vittoria quando il suo mostro avrà usato tutte le sue unità sovrapposte. Nash usa quindi diverse carte per contrastare l'effetto di Leone Disastro e alla fine riduce i Life Points di Four a 0. Quest'ultimo trasmette i suoi sentimenti a Nash prima che la sua anima lasci per andare nel mondo Barian. Astral racconta di Don Thousand che in passato ha sconfitto ma è riuscito a tornare. Mentre Kite e Orbital se ne vanno e Three e Five anche dividendosi, Astral, Yuma e Tori partono per il mondo Bariano lasciando Caswell e Cathy. Three e Five nel frattempo attirano l'attenzione di Mizar con un duello. |                  |                  |
| 127 (54) | Un conto in sospeso (prima parte) 「不屈の兄弟コンボ 時空竜幽閉！！」 - Fukutsu no Kyōdai Konbo Takion Doragon Yūhei!! – "L'imbattibile combo fraterna: Drago Tachionico imprigionato!!" | 27 ottobre 2013  | 16 febbraio 2015 |
| 127 (54) | Vector, che ora possiede il potere di Don Thousand, manipola le menti di Alito e Girag. Nel frattempo. Girag, controllato da Don Thousand, avverte Nash che Yuma andrà nel mondo Bariano e Nash decide di andarci anche lui, cadendo così nella trappola tesa da Girag. Nel duello di Three e Five contro Mizar due contro uno. Dal primo turno, Five evoca il suo mostro Xyz Numero 9: Sfera di Dyson. Dumon e Marin raggiungono Mizar Three e Five li bloccano in una sfera impedendo loro di uscire, mentre Vector osserva il duello. Mizar evoca il suo mostro Xyz Numero 107: Drago Galattico Occhi Tachionici e distrugge Numero 9: Sfera di Dyson, riducendo i punti. La salute di Three e Fiveè 2800. Nel suo turno, Three evoca il mostro Xyz Numero 6: Chronomal Atlandis e la squadra di Numero 9: Sfera di Dyson dal cimitero per aumentare l'attacco di Numero 6: Chronomal Atlandis ma Mizar riesce a negarne l'effetto. Three quindi attiva la carta dell'incantesimo Silver Force of Chaos - Alza Rango Magico ed evoca Numero C6: Cronomalia Chaos Atlandis e attacca il Drago di Mizar ma quest'ultimo annulla la distruzione del suo drago ma vede il suo I punti ferita scendono a 3700. Three attiva l'effetto di Numero C6: Cronomalia Chaos Atlandis per equipaggiare il Drago con Mizar e aumentare l'attacco di Numero C6 a 4300. Successivamente, Mizar pesca la sua carta Il Settimo - Alza Rango Magico ma si rende conto che non può attivarlo perché il suo Numero 107: Drago Galattico Occhi Tachionici e non è nel suo cimitero o nel suo Extra-Deck. Three e Fice spiegano quindi a Mizar che il loro vero obiettivo era quello di equipaggiare il Numero 107 con il Numero C6 in modo che Mizar non potesse attivare la sua carta incantesimo. Mizar si rende quindi conto di essere in una situazione critica perché il fatto di non poter giocare la sua carta magica Il Settimo - Alza Rango Magico lascia completamente indifeso. |                  |                  |
| 128 (55) | Un conto in sospeso (seconda parte) 「別れの涙．．．超銀河眼の時空龍の暴威！！」 - Wakare no Namida... Neo Gyarakushīaizu Takion Doragon no Bōi!! – "Lacrime d'addio... La tirannia di Neo Drago Tachionico Occhi Galattici!!" | 3 novembre 2013  | 17 febbraio 2015 |
| 128 (55) | Mizar si trova in una situazione critica perché Three e Five hanno sequestrato Numero 107: Drago Galattico Occhi Tachionici per impedirgli di giocare la sua carta magica Il Settimo - Alza Rango Magico. Fivr riporta Numero 9:Sfera Dyson e lo evolve in Numero C9: Sfera Dyson del Chaos Five quindi attiva l'effetto di Numero C6: di Three per ridurre i punti ferita di Mizar a 1. Quindi attiva l'effetto di Numero C9 per spazzare via l'ultimo punto ferita di Mizar ma quest'ultimo annulla questo effetto e riporta il suo Numero 107 nel suo Extra-Deck. Mizar coglie l'occasione per attivare Il Settimo - Alza Rango Magico per evocare il Numero C107: Neo Drago Galattico Occhi Tachionici Three e Five contattano Yuma e rivelano a Yuma e Mizar che il loro vero obiettivo era far guadagnare a Yuma il tempo per viaggiare nel mondo di Bariano e per raggiungere Kaito sulla Luna. Dopo un addio tra Three, Five e Yuma, Mizar distrugge tutti i mostri di Three e Five e li attacca direttamente per vincere il duello. Le anime di Three e Five vengono quindi inviate a nel mondo Bariano. |                  |                  |
| 129 (56) | Disperato furore (prima parte) 「混沌の影 遊馬ＶＳ執念の闘士アリト」 - Kaosu no Kage Yūma Bāsasu Shūnen no Tōshi Arito – "L'ombra del caos: Yuma contro il tenace combattente, Alito" | 10 novembre 2013 | 18 febbraio 2015 |
| 129 (56) | Alito decide di prendersi la sua vendetta finale contro Yuma e costringe quest'ultimo ad affrontarlo tenendo in ostaggio Tori. Yuma inizia quindi il duello evocando immediatamente Numero 39: Utopia. Quando Alito inizia il suo turno, Yuma e Astral si accorgono che è controllato da una specie di mostro. Alito evoca il Numero C105: Pugile Indomito Comet Cestus grazie alla carta incantesimo Il Settimo - Alza Rngo Magico. Quando il Numero C105 di Alito appare sul suo campo, Astral nota che Alito è manipolato da un duplicato di Don Thousand e apprende da lui che i Numeri delle Rovine rappresentano parte della maledizione di Don Thousand sui Sette Imperatori Bariani. Alito distrugge Utopia e riduce i punti ferita di Yuma a 1500, quindi lo attacca direttamente ma Yuma riesce a proteggersi evocando Gardna Gagaga e annullando la sua distruzione, ma si ritrova già con solo 200 punti ferita. Yuma e Astral quindi capiscono che per liberare Alito dalla maledizione di Don Thousand, devono battere il Numero C105 di Alito con il Numero di Rovine che rappresenta i ricordi di Alito. Nel frattempo, Yuma convoca Champione Eroico - Excalibur e attacca Alito, ma quest'ultimo nega il danno. Alito convoca il Numero 80: Rapsodia in Berserk e la squadra al Numero C105" per aumentare il suo attacco a 4000. Astral conferma quindi che l'unico modo per liberare Alito dalla maledizione di Don Thousand è affrontate il Numero C105 con il Numero delle Rovine che rappresenta i ricordi di Alito, il Numero 54: Cuore di Leone. |                  |                  |
| 130 (57) | Disperato furore (seconda parte) 「覚醒の熱拳！！アリト復活の刻」 - Kakusei no Nekken!! Arito Fukkatsu no Toki – "L'ardente pugno del risveglio!! Alito, è l'ora di rinascere" | 17 novembre 2013 | 19 febbraio 2015 |
| 130 (57) | Astral ha appena capito che l'unico modo per liberare Alito dalla maledizione di Don Thousand è affrontare il Numero C105: Indomito Boxer Cometa Cestus che rappresenta la maledizione di Don Thousand con il Numero 54: Cuore di Leone, che rappresenta i ricordi di Alito. Yuma quindi invoca Numero 54: Cuore di Leone e la sua invocazione provoca un'onda d'urto tra Numero C105 e Numero 54 facendo rivivere i veri ricordi di Alito. Yuma attacca Numero C105 con Numero 54 e riduce i punti vita di Alito a 2050 e Yuma vede i suoi punti vita ridotti a 0 ma attiva l'abilità speciale Numero 54 per recuperare 100 punti di vita. Lo scontro dei due numeri spezzò la maledizione di Don Thousand liberò Alito dalla sua presa. Riacquistato i sensi, Alito libera Tori ma il duello tra Alito e Yuma deve ancora finire. Alito riporta Numero 80 e attiva Il Settimo Bariani - Alza Rango Magico per evocare Numero C80: Requiem in Berserk e annulla l'effetto di Numero 54: Cuore di Leone. Alito riesce ad attaccare Yuma direttamente ma quest'ultimo gli impedisce di farlo grazie all'abilità speciale di Rainbow Kuriboh. Yuma distrugge Numero C105 insieme a Numero 54 sconfigge Alito, rivelando i veri ricordi di Alito e la maledizione lanciata da Don Thousand su di lui per riscrivere la sua storia per riportarlo in vita come Bariano. Perdendo il duello contro Yuma, Alito perde i suoi poteri bariani, ma decide di aiutare Yuma a liberare gli altri imperatori bariani dalla maledizione di Don Thousand. Mentre Marin e Dumon arrivano nel mondo di Bariano, Vector li sfida a duellare con il potere di Don Thousand per assorbire la loro anima ed energia. |                  |                  |
| 131 (58) | Gioco di potere 「ベクターの嘲笑 引き裂かれた七皇！！」 - Bekutā no Chōshō Hikisakareta Nanakō!! – "La beffa di Vector: i sette imperatori separati!!" | 24 novembre 2013 | 23 febbraio 2015 |
| 131 (58) | Arrivati nel punto di riferimento degli Imperatori del Mondo di Bariano, Marin e Dumon vengono sfidati in un duello che li oppone a Vector, il cui ultimo utilizza i poteri di Don Tousane. Se Vector vince, assorbirà i poteri di Dumon e Marin per resuscitare Don Thousand. Mentre Nash incatenato assiste al duello. |                  |                  |
| 132 (59) | Duelli nel Mondo Bariano 「我が身を盾に！ドルベ最後の誓い！」 - Waga Mi wo Tate ni! Dorube Saigo no Chikai! – "Il mio corpo come scudo! L'ultimo giuramento di Durbe!" | 8 dicembre 2013  | 24 febbraio 2015 |
| 132 (59) | Marin e Dumon continuano il loro intenso duello contro Vector per salvare le loro anime, Vector è più potente grazie ai poteri di Don Thousan, e dopo che i tre hanno evocato i loro mostri più potenti. Yuma, Astral, Tori e Alito stanno per arrivare nel mondo Bariano, ma vengono fermati da Girag, Alito sfida a duello Girag per farlo ragionare. |                  |                  |
| 133 (60) | Vector il vincitore 「別れは刹那．．． 哀しき兄妹の宿命」 - Wakare wa Setsuna... Kanashiki Kyōdai no Shukumei – "L'addio avviene in un istante... La dolorosa sorte di fratellone e sorellina" | 15 dicembre 2013 | 25 febbraio 2015 |
| 133 (60) | Dumon si è sacrificato perdendo il duello per salvare Marin ma quest'ultima si ritrova da solo contro Vector per porre fine al duello. Tuttavia, ogni volta che Vector riacquista la salute, assorbe i poteri di Nash. Nel frattempo, Alito continua ad affrontare Girag in un duello per liberarlo dalla maledizione di Don Thousand. Dopo una dura lotta Alito riesce a far ragionare Girag, cosi Alito si sacrifica dicendo addio perdendo il duello per poi scompare. Vector raggiunge Yuma attaccandolo Girag salva Yuma ma è lui a prendere il colpo e la sua anima, per poi andarsene. Mentre Nash shockato e arrabbiato distrugge le catene partendo per il mondo Bariano volendo vendicare la sorella e l'amico. Mentre Kaito e Orbital arrivano sulla Luna, i due vengono raggiunti da Mizar iniziando un duello contro Kaito per stabilire chi è il vero Padrone dei Draghi. |                  |                  |
| 134 (61) | Lotta tra draghi (prima parte) 「甦る竜皇神話！！ 銀河眼の光子竜皇」 - Yomigaeru Ryūō Shinwa!! Gyarakushīaizu Puraimu Foton Doragon – "Il mito del re drago rinato!! Primo Drago Fotonico Occhi Galattici" | 22 dicembre 2013 | 26 febbraio 2015 |
| 134 (61) | Kaito riesce ad evocare Numero 62: Drago Fotonico Primordiale Occhi Galattici con 4000 punti, riuscendo a portarlo a 7800 punti d'attacco attaccando Mizar portandolo a 700 punti. Mentre Yuma, Astral e Tori assistono al duello. Mizar non si arrende ed evoca Numero C107: Neo Drago Galattico Occhi Tachionici. Jinlon parla con Kaito convincendolo a evocare Numero 46: Dragluon, Jinlon parla con Mizar raccontandoli la sua storia e che Don Thousand era lo Stregone prendendo il controllo Mizar. Quest'ultimo non crede a Jinlon continuando il duello. |                  |                  |
| 135 (62) | Lotta tra draghi (seconda parte) 「未来をこの手に！ 銀河決戦終結！！」 - Mirai wo Kono Te ni! Ginga Kessen Shūketsu!! – "Il futuro è in mano mia! La conclusione della battaglia galattica!!" | 29 dicembre 2013 | 2 marzo 2015     |
| 135 (62) | Il duello tra Kaito e Mizar si fa sempre più intenso. Kaito è determinato a richiamare il suo nuovo numero per vincere il duello. Quest'ultimo riesce a distruggere Numero C107: Neo Drago Galattico Occhi Tachionici con Drago Fotonico Primordiale Occhi Galattici sconfiggendo Mizar. Grazie a Drago Galattico Occhi Tachionici, Dragluon e Drago Fotonico Occhi Galattici, Kaito riceve la carta Numero 100: Drago Numeron. Kaito ha un problema: è così esausto che sa che il suo tempo sta per scadere cadendo a terra consegnando una carta a Mizar prima di chiudere a sua volta i occhi. Yuma, Astral, Tori shockati per cosa hanno visto continuano per il mondo Bariano questo vale anche per Mizar e Nash. |                  |                  |
| 136 (63) | Palazzo abbandonato 「凶気の記憶！ ナッシュＶＳ魔神ベクター！！」 - Kyōki no Kioku! Nasshu Bāsasu Majin Bekutā!! – "I ricordi della follia! Nash contro il diavolo, Vector!!" | 12 gennaio 2014  | 3 marzo 2015     |
| 136 (63) | Nash arriva nel mondo Bariano per affrontare Vector in un duello e vendicare così Marin e Dumon. Poiché il duello è appena iniziato, vengono raggiunti da Yuma, Astral e Tori. Vector usa i poteri di Marin, Dumon, Girag e Alito che ha assorbito per diventare più potente e cambiare il suo aspetto. |                  |                  |
| 137 (64) | Duello tra imperatori 「ベクターの翻弄！捕われた仲間の絆！！」 - Bekutā no Honrō! Torawareta Nakama no Kizuna!! – "Lo scherno di Vector! Il legame dei compagni prigionieri!!" | 19 gennaio 2014  | 4 marzo 2015     |
| 137 (64) | Dopo l'attacco mostruoso di Nash, Vector recupera i suoi veri ricordi e tradisce Don Thousand con i suoi poteri. Tuttavia, Vector è ancora determinato ad assorbire i poteri degli altri imperatori bariani. Vector evoca Numero C5: Drago Chimera del Chaos attaccando ripetutamente Nash senza successo. Quest'ultimo evoca Numero C73: Super Spruzzo dell'Abisso aumentando i suoi punti, Vector ormai con le mani legate paga il prezzo dei suoi errori con la sconfitta. |                  |                  |
| 138 (65) | Il nuovo mondo 「混沌たる存在『ドン・サウザンド』光来！！」 - Kaosu-taru Mono "Don Sauzando" Kōrai!! – "L'essere di caos "Don Thousand" si manifesta!!" | 26 gennaio 2014  | 5 marzo 2015     |
| 138 (65) | Vector dopo aver perso il duello viene risucchiato da Don Thousand che riesce comunque a resuscitare e fondere il Mondo Bariano con la Terra per imprigionare i poteri del Codice Numerone. Mizar sbarca nel modo Bariano dando a Yuma la carta che Kaito li ha dato. Mizar affronta Don Thousand ma Mizar perde in un solo turno mentre Don Thousand non ha giocato nessuna carta! Per poi prendere la sua anima. Nash è ora l'ultimo imperatore Bariano. Yuma, Astral e Nash decidono di unire le forze per affrontare Don Thousand in un duello. Tuttavia, sconfiggere Don Thousand sarà più difficile del previsto poiché riscrive tutte le carte che Yuma e Nash giocano come ha fatto con Mizar. |                  |                  |
| 139 (66) | La carta nascosta 「切り開け未来 アストラルの決断！！」 - Kirihirake Mirai Asutoraru no Ketsudan!! – "Apri la strada verso il futuro: la decisione di Astral!!" | 2 febbraio 2014  | 9 marzo 2015     |
| 139 (66) | Grazie al suo incantesimo Rete Numeron, Don Thousand riscrive le carte che Yuma e Nash giocano. Astral va alla ricerca della mappa che esce dal campo di Don Thousand che è nascosto da qualche parte e lascia Yuma e Nash a combattere. Don Thousand coglie l'occasione per evocare i veri mostri Numeri 1, 2, 3 e 4 e aumenta il loro potere di attacco a 16.000 ciascuno! Astral trova la carta che esce dal campo e la riporta nel campo di Don Thousand, mentre Eliphas decide di sacrificarsi al posto di Astral. Quest'ultimo tornato al fianco di Yuma e Nash, decidono di dare tutte le loro forze nella battaglia per sconfiggere Don Thousand una volta per tutte. |                  |                  |
| 140 (67) | Insieme per vincere 「想いはひとつに！創造龍 ヌメロン・ドラゴン」 - Omoi wa Hitotsu ni! Sōzōryū Numeron Doragon – "I nostri sentimenti diventano uno! Il drago della creazione, Drago Numeron" | 9 febbraio 2014  | 10 marzo 2015    |
| 140 (67) | Il duello tra Yuma, Astral e Nash contro Don Thousanf infuria. Don Thousand evoca il mostro "Numero C1000: Numeronius che ha 10.000 punti attacco! Mentre Yuma, Astral e Nash sono sul punto di perdere. Kaito compare ricordando a Yuma la carta che li ha dato da parte sua. Yuma evoca Numero 100: Drago Numero e contro l'attacco di Don Thousad. Yuma e Astral si fondono creando il potere Zexal in una nuova versione, grazie ai loro poteri combinati, Yuma, Astral e Nash riescono a evocare Numero 39: Utopia e Numero 73: Spruzzo dell'Abisso ed è come se Kaito combata al finco di Nash Astral e Yuma. |                  |                  |
| 141 (68) | Passaggio di poteri 「混沌終焉 必殺のファイナル・ホープ剣・スラッシュ！！」 - Kaosu Shūen Hissatsu no Fainaru Hōpu Ken Surasshu!! – "La fine del caos: il letale Fendete Spada della Speranza Finale!!" | 16 febbraio 2014 | 11 marzo 2015    |
| 141 (68) | Yuma, Astral (che si sono fusi per il nuovo potere Zexal) Nash e Kaito (a forma di spirito) devono assolutamente attaccare IC Number 1000: Numeronius Numeronia di Don Thousand se non vogliono perdere il duello, ma grazie ai poteri combinati di Numero 39: Utopia, Numero 73: Spruzzo dell'Abisso, Numero 100: Drago Numeron insieme alle loro carte trappola, Yuma, Astral, Nash e Kaito riescono ad annientare il mostro di Don Thousand e vincere il duello. Don Thousand trasferisce così i suoi poteri a Nash. Yuma questa volta dovrà combattere un duello contro Nash la cui posta in gioco è il futuro della Terra, del mondo astrale e del mondo di Bariano. |                  |                  |
| 142 (69) | La battaglia dei tre mondi 「最後の希望！！我は「ビヨンド」」 - Saigo no Kibō!! Ware wa "Biyondo" – "L'ultima speranza! Siamo "Oltre"" | 23 febbraio 2014 | 12 marzo 2015    |
| 142 (69) | Il duello tra Nash e Yuma continua. Nash evoca il mostro che unisce i poteri dei Sette Imperatori di Bariani, CXyz Speranza Barian che ha tutti gli effetti dei mostri Numeri da 101 a 107 e ha 7000 punti di attacco! Yuma e Astral in qualche modo resistono alle offensive lanciate da Nash e dal suo mostro, quindi gli Alza Rango Magico Forza Astral per evocare Numero 39: Oltre l'Utopia. Yuma e Astral attaccano con il loro mostro distruggono CXyz Speranza Barian, facendo infuriare Nash. |                  |                  |
| 143 (70) | Il futuro di tre mondi 「孤高の決闘者『ナッシュ』 宿命のラストデュエル！！」 - Kokō no Dyueristo "Nasshu" Shukumei no Rasuto Dyueru!! – "Il duellante solitario, "Nash": l'ultimo duello del destino!!" | 2 marzo 2014     | 16 marzo 2015    |
| 143 (70) | Il mostro CXyz Speranza Barian di Nash viene distrutto da Numero 39: Oltre l'Utopia ma riesce a annullare il danno che avrebbe dovuto ricevere. Tuttavia, Nash evoca altri due mostri Xyz e riduce i punti vita di Yuma a 50. Nash gioca la carta trappola Piccone del destino che consente a lui e Yuma di pescare una carta che determinerà il risultato di questo duello perché se uno di loro non gioca la carta che ha pescato, perderà automaticamente il duello alla fine del turno. Yuma suona il suo Double or Double. ma annulla il proprio attacco. Nash rivela così la carta che ha pescato e Yuma si rende conto di essere sfuggito alla sconfitta perché il danno che Nash avrebbe dovuto ricevere sarebbe stato restituito contro Yuma. A causa dell'effetto della sua carta, Nash ha i suoi punti ferita ridotti a 0 e perde il duello. Nash e Yuma si salutano e Nash scompare. Dopodiché, Yuma, Astral e Tori tornano sulla Terra anche i suoi amici overo Five, Four, Three, Dextra, Nistro, Nelson, Anna, Kaze, Roku e bronk che erano stati mandati nel mondo di Bariano tornano. |                  |                  |
| 144 (71) | L'ultimo duello 「闘いの儀！！遊馬ＶＳアストラル」 - Tatakai no Gi!! Yūma Bāsasau Asutoraru – "Il rito della battaglia!! Yuma contro Astral" | 9 marzo 2014     | 17 marzo 2015    |
| 144 (71) | Gli amici di Yuma lo raggiungono considerandolo un eroe ma Yuma non si sente un eroe per non essere riuscito Salvare Kaito, Nash (Shark), Marin (Rio) e gli altri imperatori Barani. Astral rivela quindi a Yuma che intende distruggere il mondo di Bariano usando i poteri del Codice Numero. Yuma provoca quindi Astral nel loro primo e ultimo duello la cui posta in gioco sarà l'uso del Code Numeron. Tori è l'unica a sapere che la partita sara l'uso del codice Numeron. Il duello appena iniziato, Yuma sta già affrontando 5 mostri: Numero 39: Utopia, Numero C39: Raggio Utopia, Numero C39: Raggio Utopia V, "Numero C39: Raggio Utopia Vittoria e Numero 39: Oltre l'utopia. Questi 5 mostri Utopia spazzano via tutti i mostri di Yuma e riducono i punti ferita di Yuma a 1400 in un solo turno. |                  |                  |
| 145 (72) | Un duello impari 「『わが名はアストラル』 最強の決闘者！！」 - "Waga Na Wa Asutoraru" Saikyō no Dyuerisuto!! – ""Il mio nome è Astral": il duellante più potente!!" | 16 marzo 2014    | 18 marzo 2015    |
| 145 (72) | Yuma e Astral continuano il loro primo e ultimo duello in cui la posta in gioco è l'uso del Code Numéron. Tuttavia, Astral cerca di convincere Yuma a trovare la cosa più preziosa che ha perso. Yuma riesce a distruggere gradualmente i mostri Utopia di Astral, ma quest'ultimo si vendica. Mentre Yuma finisce con solo 300 punti ferita, Astral usa l'effetto della sua carta trappola per fare in modo che Numero 39: Radici Utopia lanci attacchi ripetuti in modo che Yuma si renda conto di ciò che ha perso. |                  |                  |
| 146 (73) | Per sempre Zexal! 「絆よ永遠に．．．かっとビングだぜ、オレたち！！」 - Kizuna yo Towa ni... Kattobingu-daze, Ore-tachi!! – "I legami sono per sempre... Noi siamo Kattobing!!" | 23 marzo 2014    | 19 marzo 2015    |
| 146 (73) | Il duello tra Yuma e Astral continua e presto giunge al termine. Mentre Astral usa l'effetto della sua carta trappola per far sferrare attacchi ripetuti a Numero 39: Radici Utopia, Yuma ricorda la promessa fatta ad Astral e attiva una carta trappola. permettendogli di pescare una carta dal suo mazzo e attivarla se è una trappola. È allora che Yuma esegue da solo un piccone scintillante. Astral poi si rende conto che Yuma è l'altra parte di se stesso che ha perso una volta quando ha affrontato Don Thousand. Yuma quindi evoca Numero F0: Futuro Utopico che rappresenta la speranza di Yuma ma Astral continua a lottare. Astral attiva la trappola che trasporta lui e Yuma al Gate dove è iniziata la loro intera storia. Astral si assicura che Yuma abbia il coraggio di dirgli addio, poi Yuma attacca con Numero F0: Futuro Utopico e riduce i punti ferita di Astral a 0. Quest'ultimo e Yuma si salutano e Astral si unisce nel mondo Astrale. La vita di Yuma riprende il suo corso con alcune differenze: Astral ha utilizzato il potere del Codice Numero per riportare in vita Kaito, Shark, Rio e anche tutti gli altri Imperatori di Bariani nella loro forma umana. Astral ha anche usato i poteri del codice numerico per riportare i genitori di Yuma sulla Terra che erano prigionieri di nel mondo Astrale. Lilly vive insieme a Orbital, invece Tron, Faker, Kaito e Five tornano a lavorare insieme come un tempo. Il mondo Astrale è minacciato di distruzione, allora Yuma, Tori, Kaito, Orbital, Shark, Rio, Vector, Dumon, Mizar, Alito, Girag, Four, Three, Five e Tron viaggiano in dimensioni parallele per unirsi ad Astral nel mondo Astrale e combattere al suo fianco. |                  |                  |

### Speciale
| Nº  | Titolo italiano (traduzione letterale) Giapponese 「Kanji」 - Rōmaji | In onda         | In onda  |
| Nº  | Titolo italiano (traduzione letterale) Giapponese 「Kanji」 - Rōmaji | Giapponese      | Italiano |
| SP2 | Speciale "Yu-Gi-Oh! Zexal II": Una lezione base di duello da Yuma e Astral 「「遊戯王ＺＥＸＡＬⅡ」みどころ てんこ盛りスペシャル」 - "Yugiō ZEXAL II" Midokoro tenkomori supesharu       | 6 dicembre 2012 | -        |
| SP2 | Un episodio speciale della durata di mezz'ora in cui Astral e Yuma insegnano ai principianti a giocare a Duel Monsters mostrando i loro duelli contro le persone possedute dai Bariani. |                 |          |

## Pubblicazione

### Giappone
Gli episodi di Yu-Gi-Oh! Zexal II sono stati pubblicati per il mercato home video nipponico in box da più DVD dal 17 aprile 2013 al 18 giugno 2014. La numerazione dei box prosegue quella iniziata con Yu-Gi-Oh! Zexal.
| Volume | Episodi | Data            |
| ------ | ------- | --------------- |
| 7      | 74-85   | 17 aprile 2013  |
| 8      | 86-97   | 17 luglio 2013  |
| 9      | 98-109  | 16 ottobre 2013 |
| 10     | 110-121 | 15 gennaio 2014 |
| 11     | 122-135 | 16 aprile 2014  |
| 12     | 134-146 | 18 giugno 2014  |